# Audi A3 8Y
Als Audi A3 (interne Typbezeichnung 8Y, interne Modellbezeichnung AU380) wird ein seit 2020 erhältliches Kompaktklassemodell und vierte Generation des A3 von Audi bezeichnet. Sie folgt auf den Audi A3 8V, der ab 2012 angeboten wurde.

## Modellgeschichte
Bereits Anfang Februar 2020, etwa einen Monat vor der Vorstellung des Serienmodells, wurden Journalisten eingeladen, Prototypenfahrzeuge auf der Insel São Miguel zu testen.
Der Hersteller plante das Fahrzeugmodell ursprünglich am 3. März 2020 auf dem Genfer Auto-Salon vorzustellen und es dort erstmals vor einem Publikum zu zeigen. Nachdem Großveranstaltungen in der Schweiz, zu denen der Genfer Auto-Salon gezählt wird, am 28. Februar 2020 infolge der Sorge vor der Ausbreitung der Krankheit COVID-19 bis 15. März 2020 verboten wurden, musste die Premiere örtlich verlegt werden. Schließlich fand die Vorstellung bei den ausgestellten Vorgängergenerationen in der Sonderausstellung „Audi A3 erleben“ im Gebäude A51 des Audi Forums in Ingolstadt statt. Online wurde ein Premierenvideo als Livestream übertragen. Am 21. April 2020 wurde die Stufenheckversion des Fahrzeugs vorgestellt. Ausgeliefert werden Fahrzeuge der Baureihe seit Juli 2020. Die Sportmodelle S3 und RS3 wurden am 11. August 2020 bzw. am 19. Juli 2021 vorgestellt.

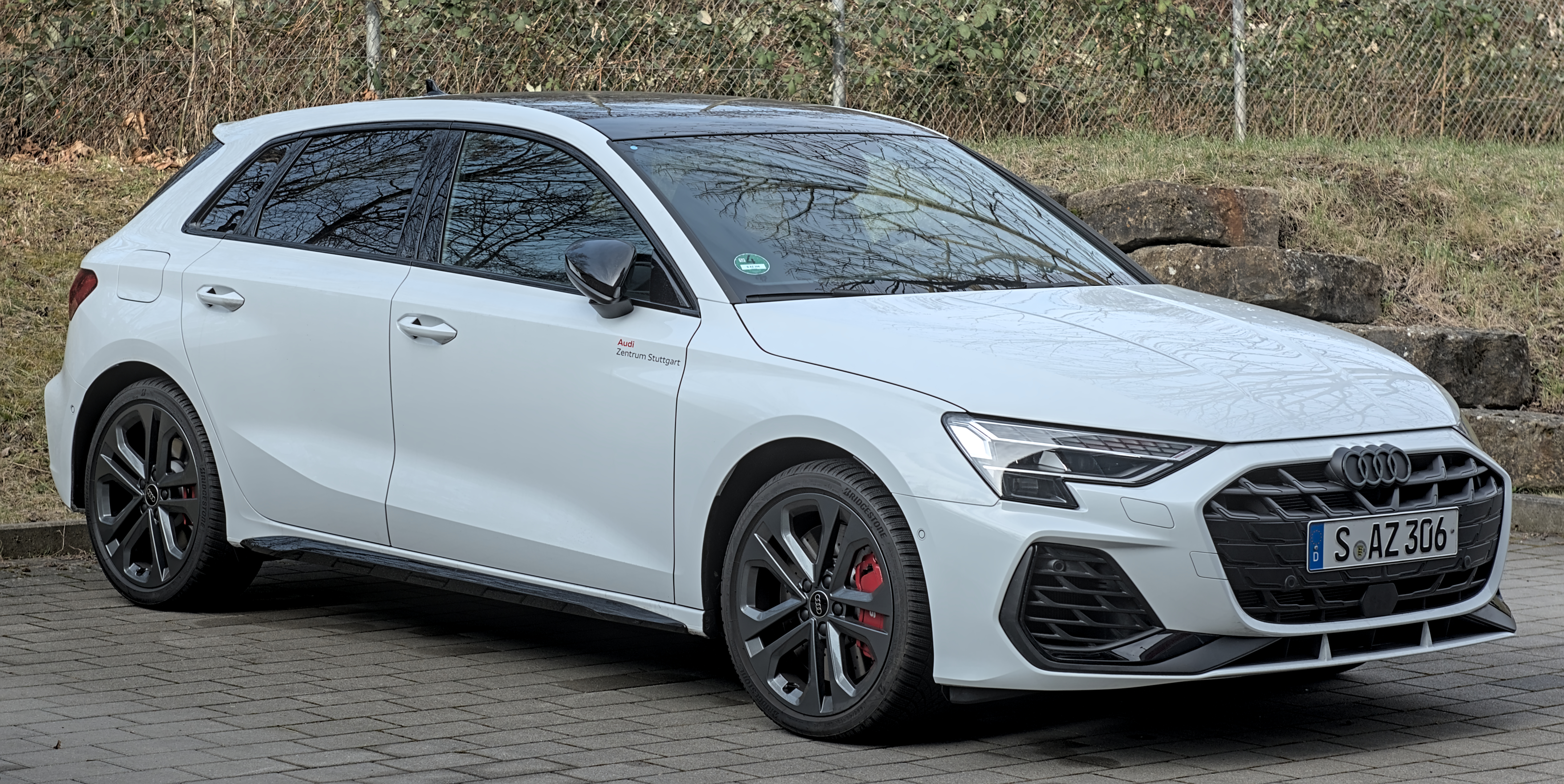
Heckansicht Sportback
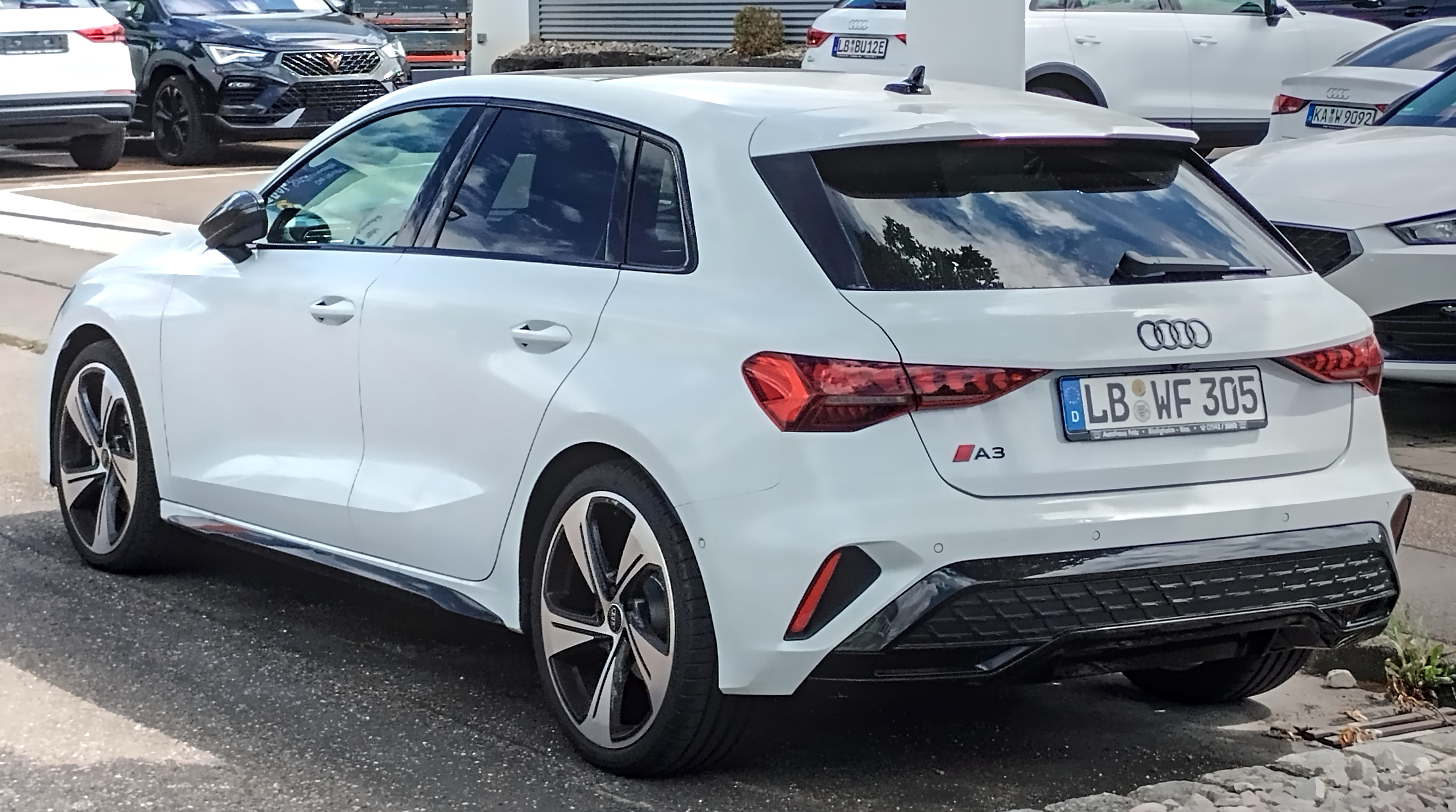
Audi A3 45 TFSI e Sportback (2020–2024)
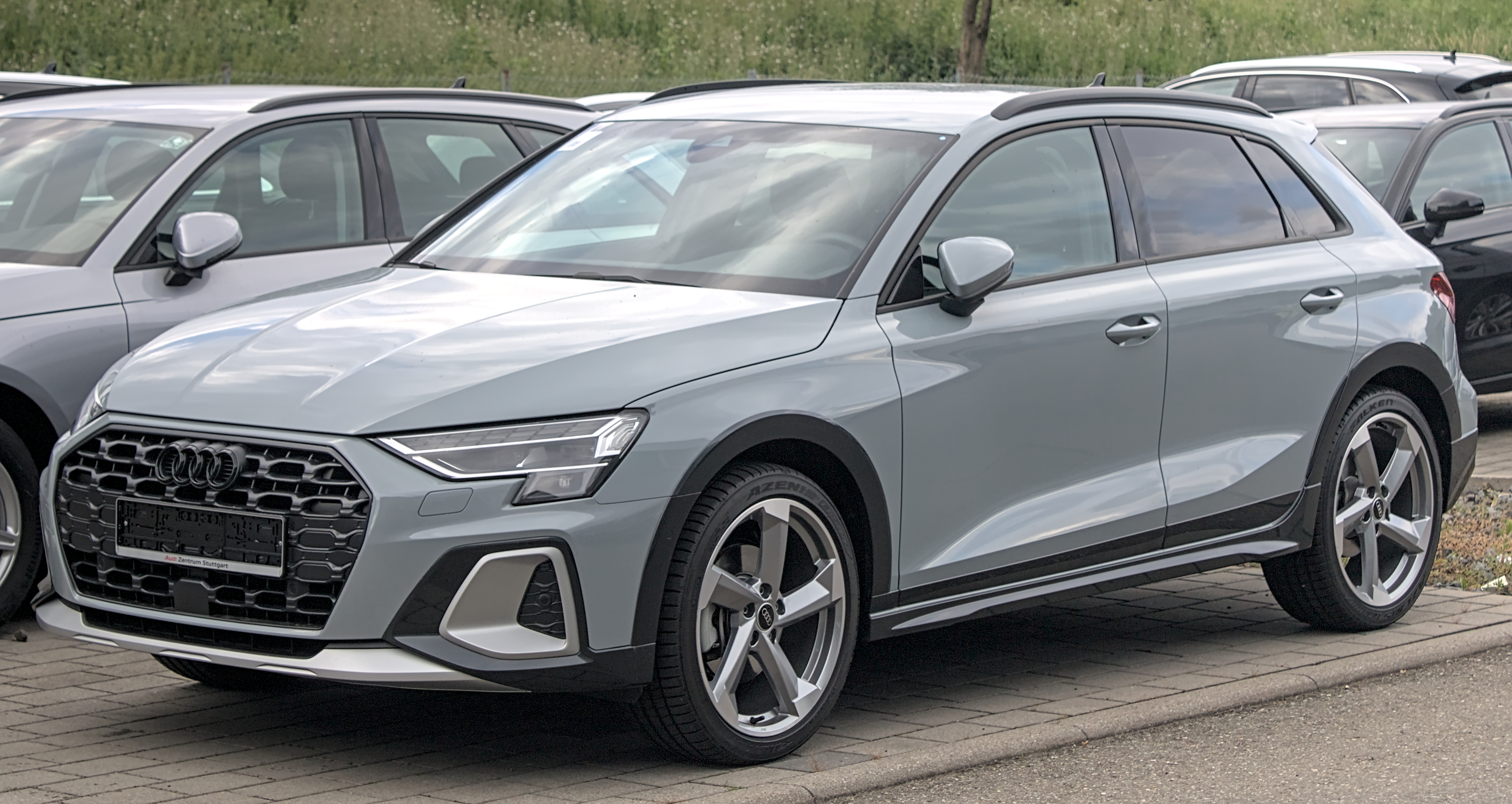
Heckansicht Sportback
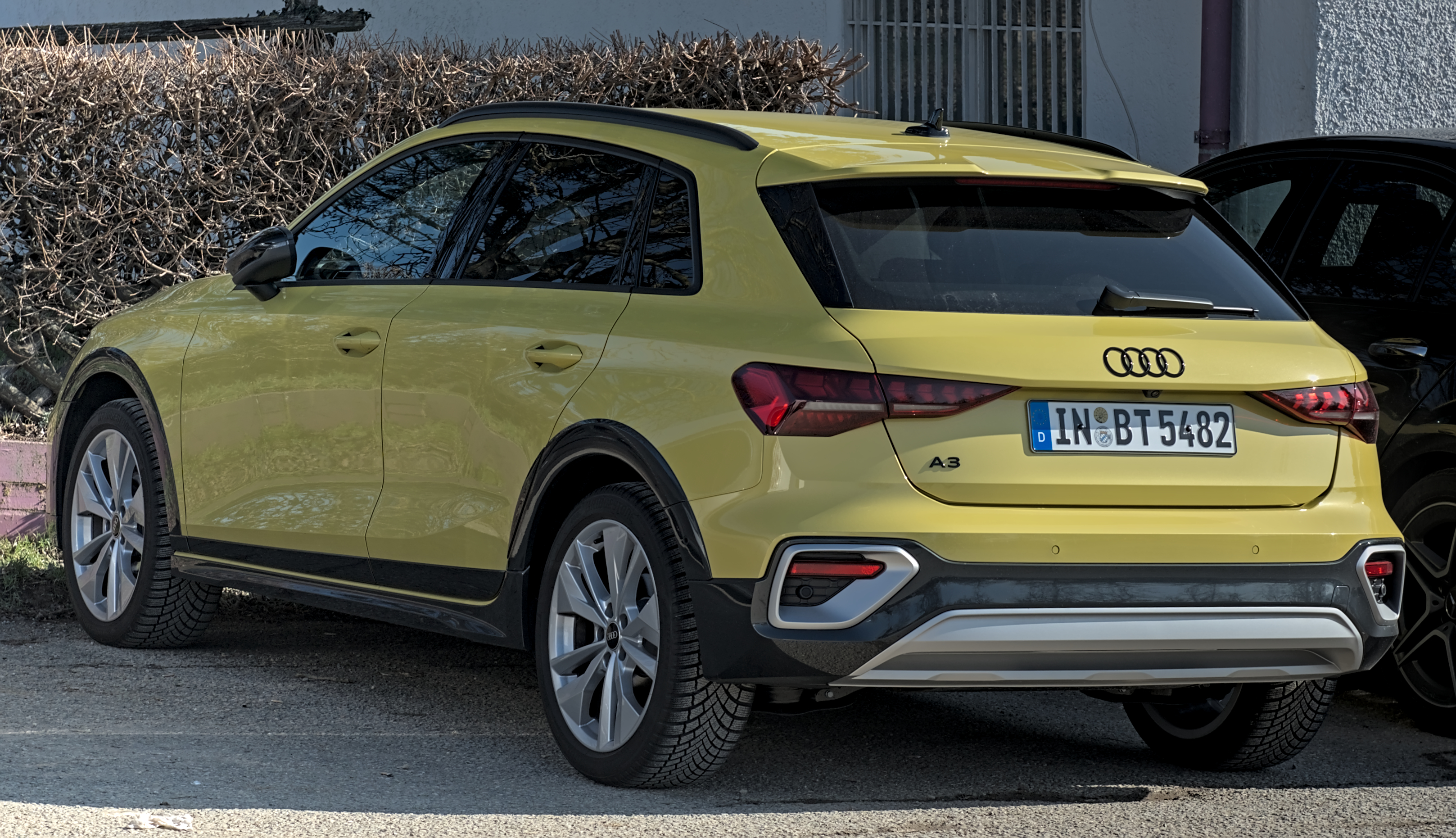
Audi A3 Limousine (2020–2024)
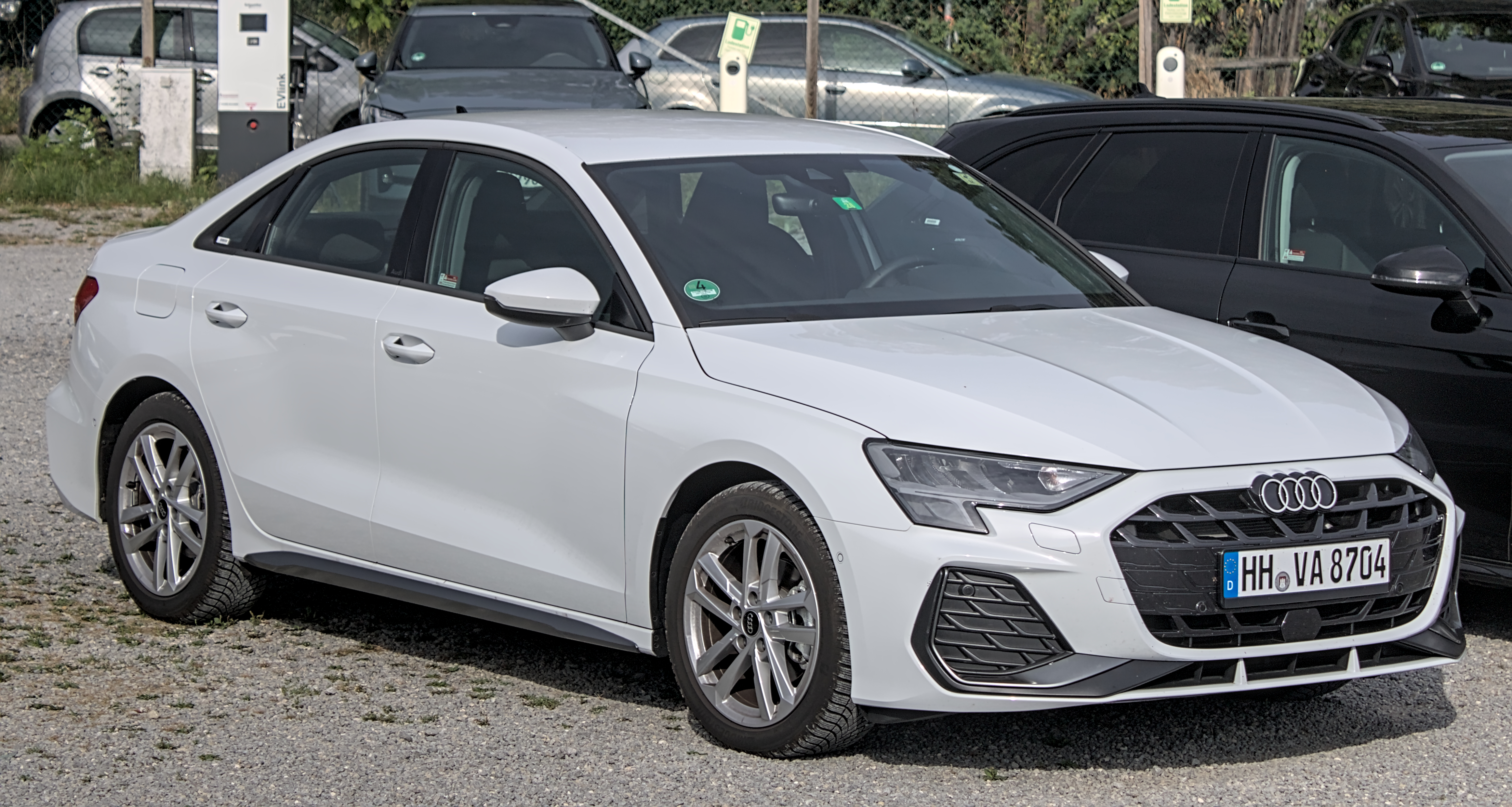
Heckansicht Limousine
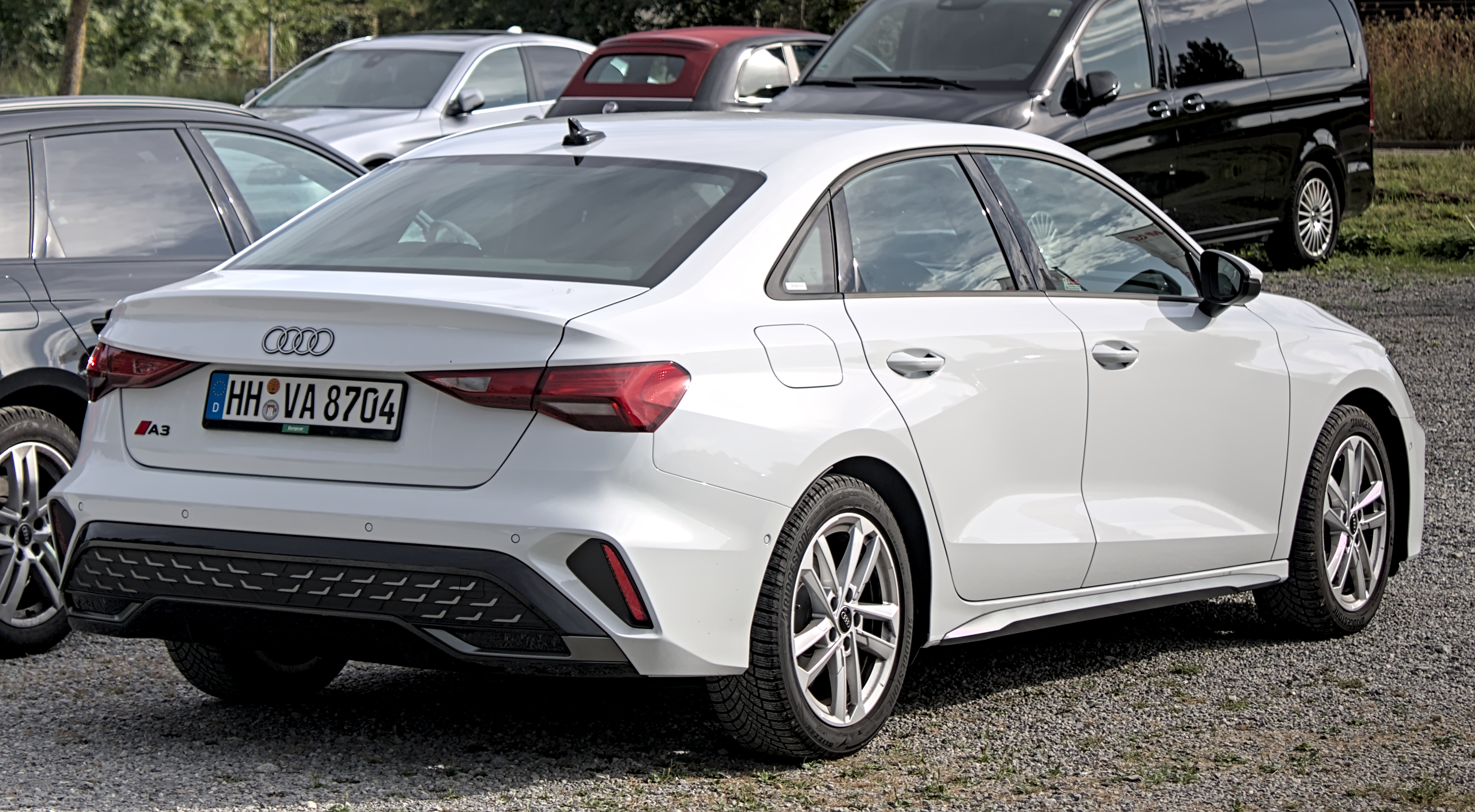
Interieur

Eine überarbeitete Version der Baureihe präsentierte Audi am 12. März 2024. Fortan gibt es die Kombilimousine auch als allstreet mit höher gelegter Karosserie und Offroad-Applikationen.

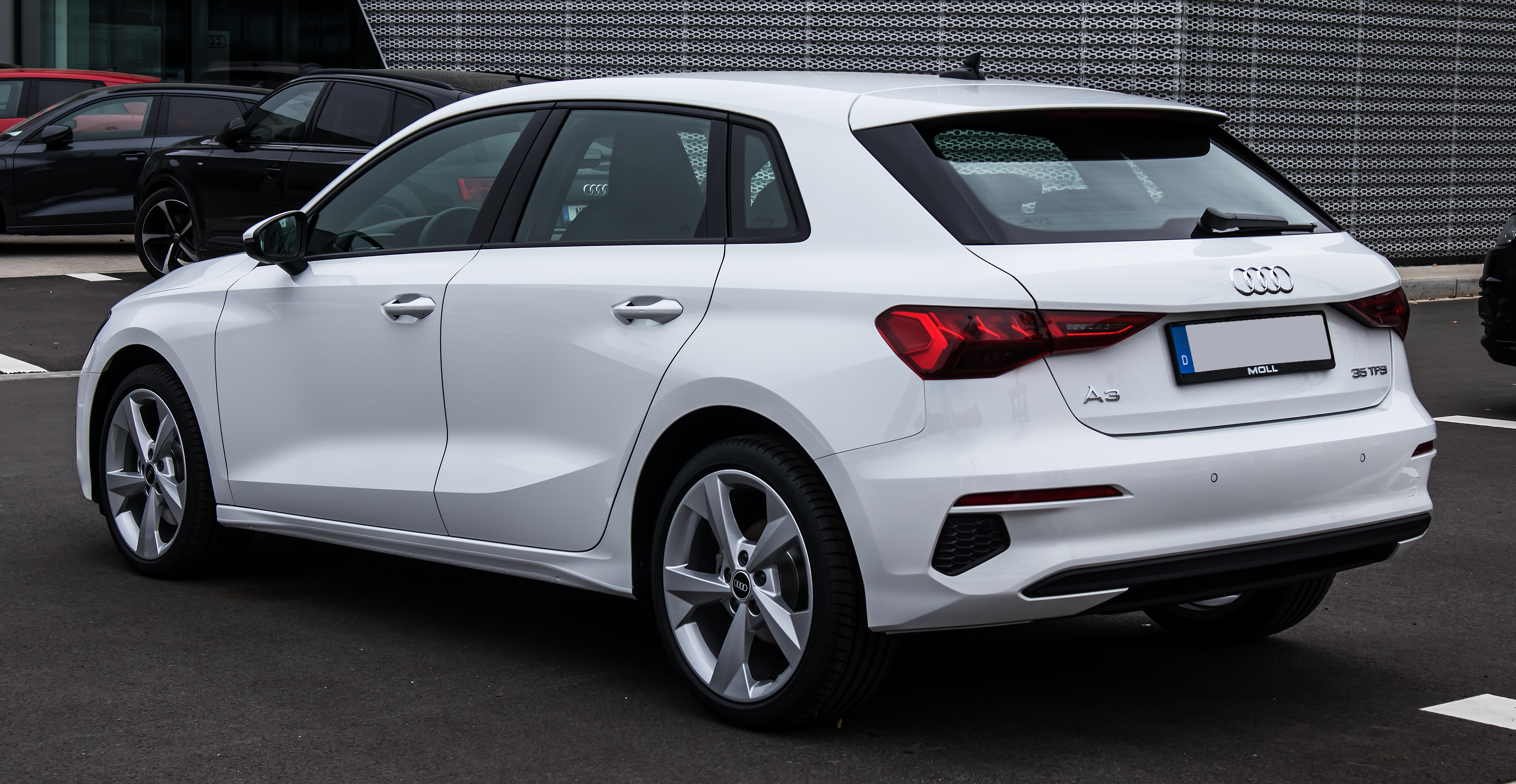
Audi A3 Sportback (seit 2024)
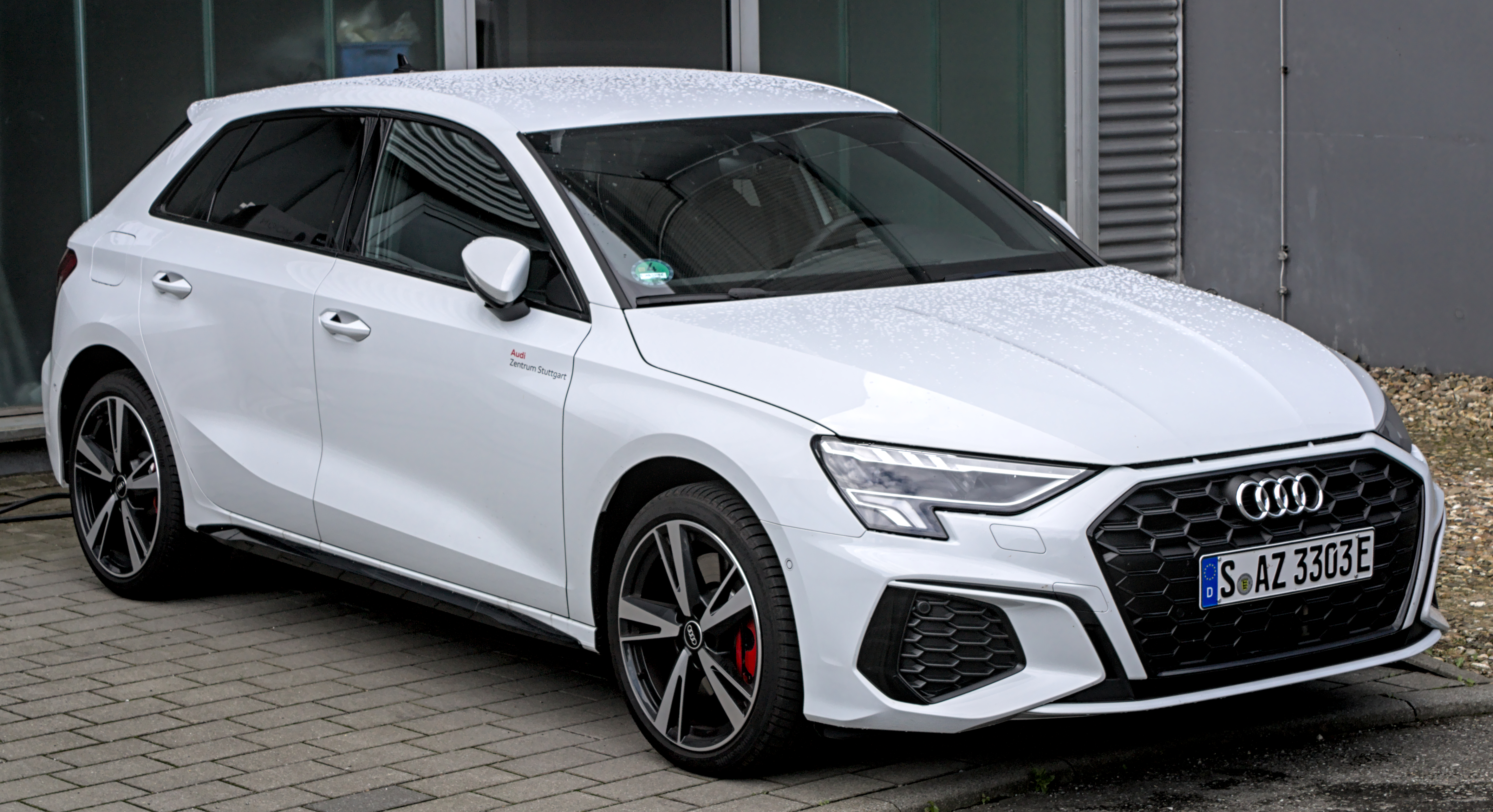
Heckansicht Sportback
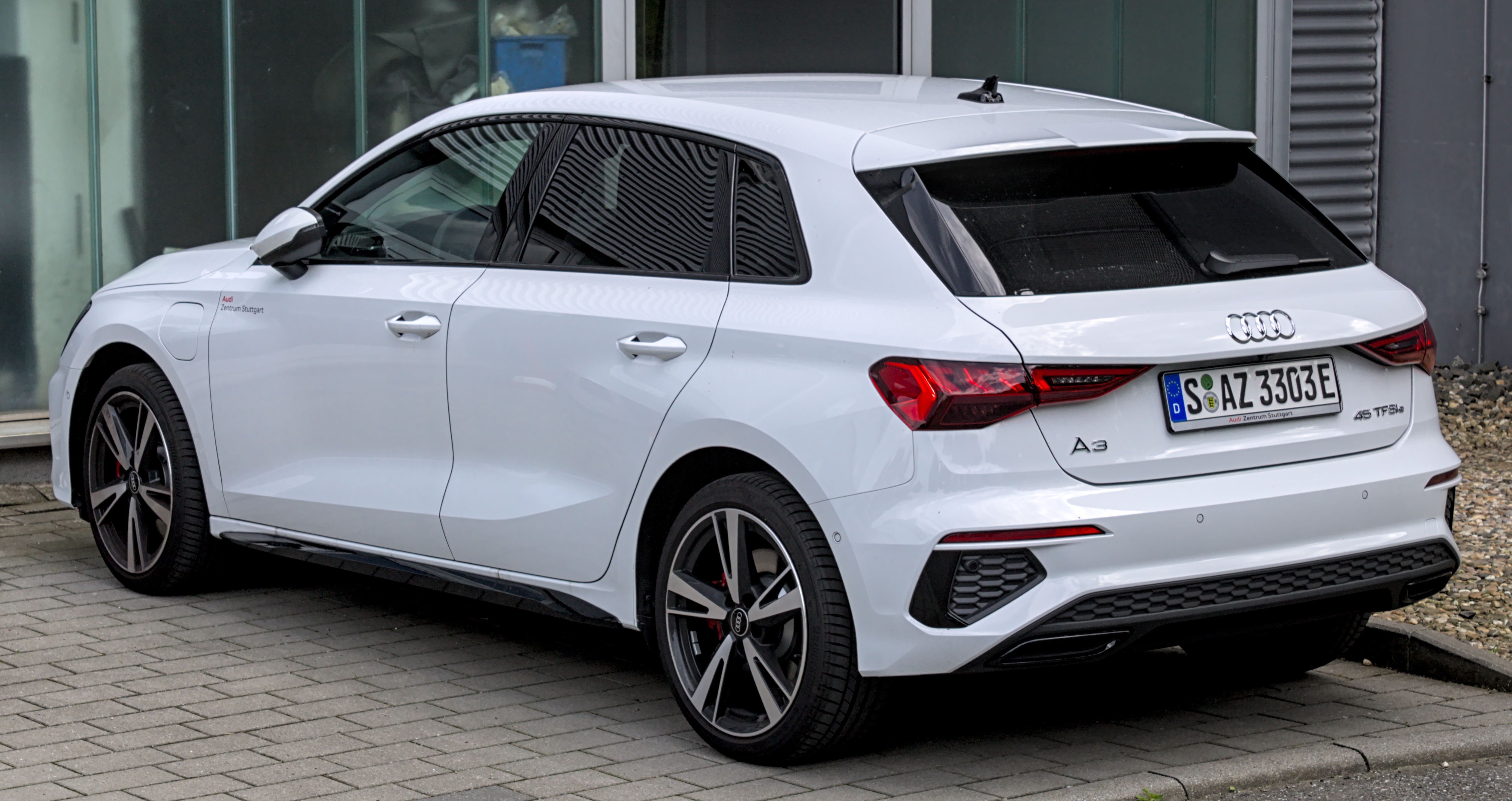
Audi A3 allstreet (seit 2024)
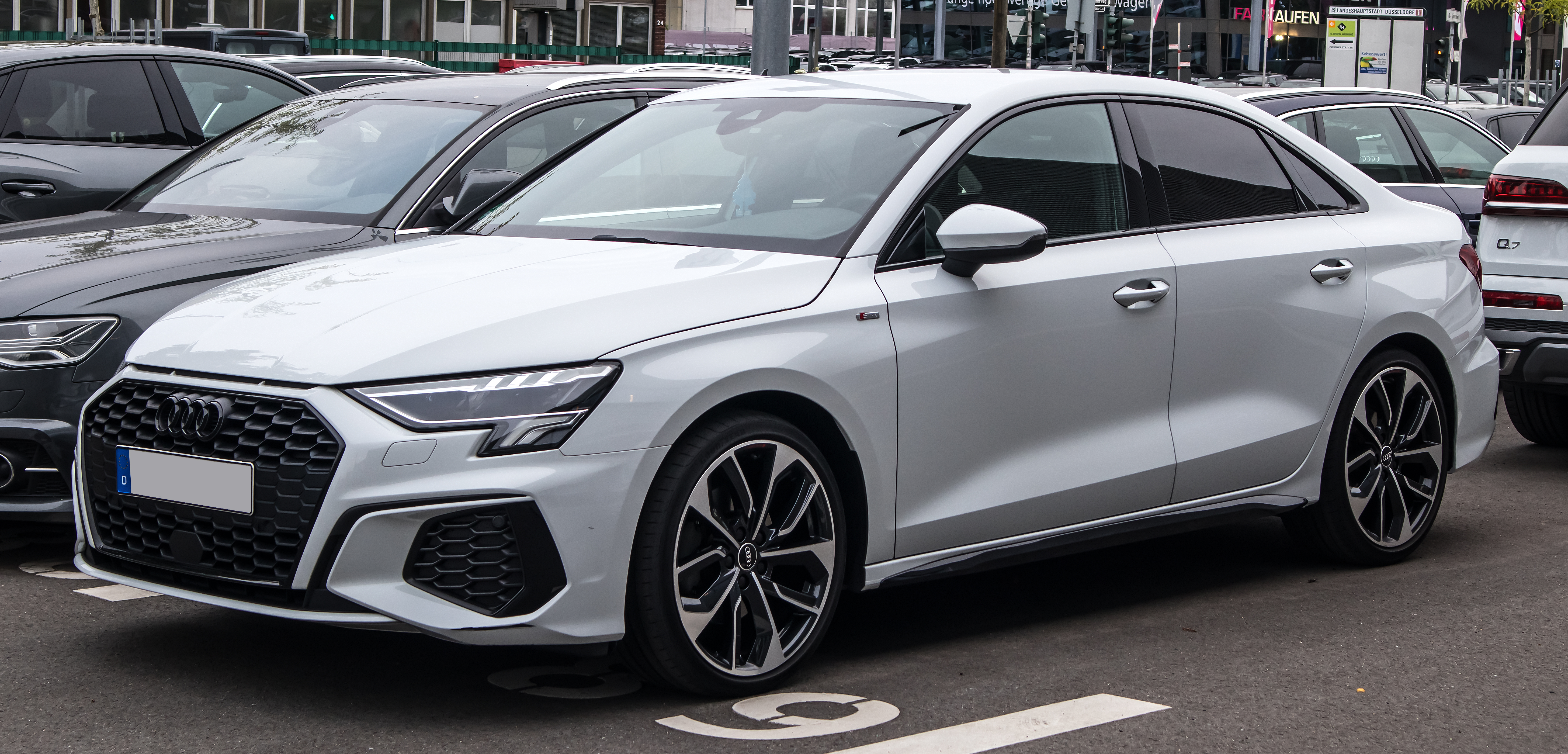
Heckansicht allstreet
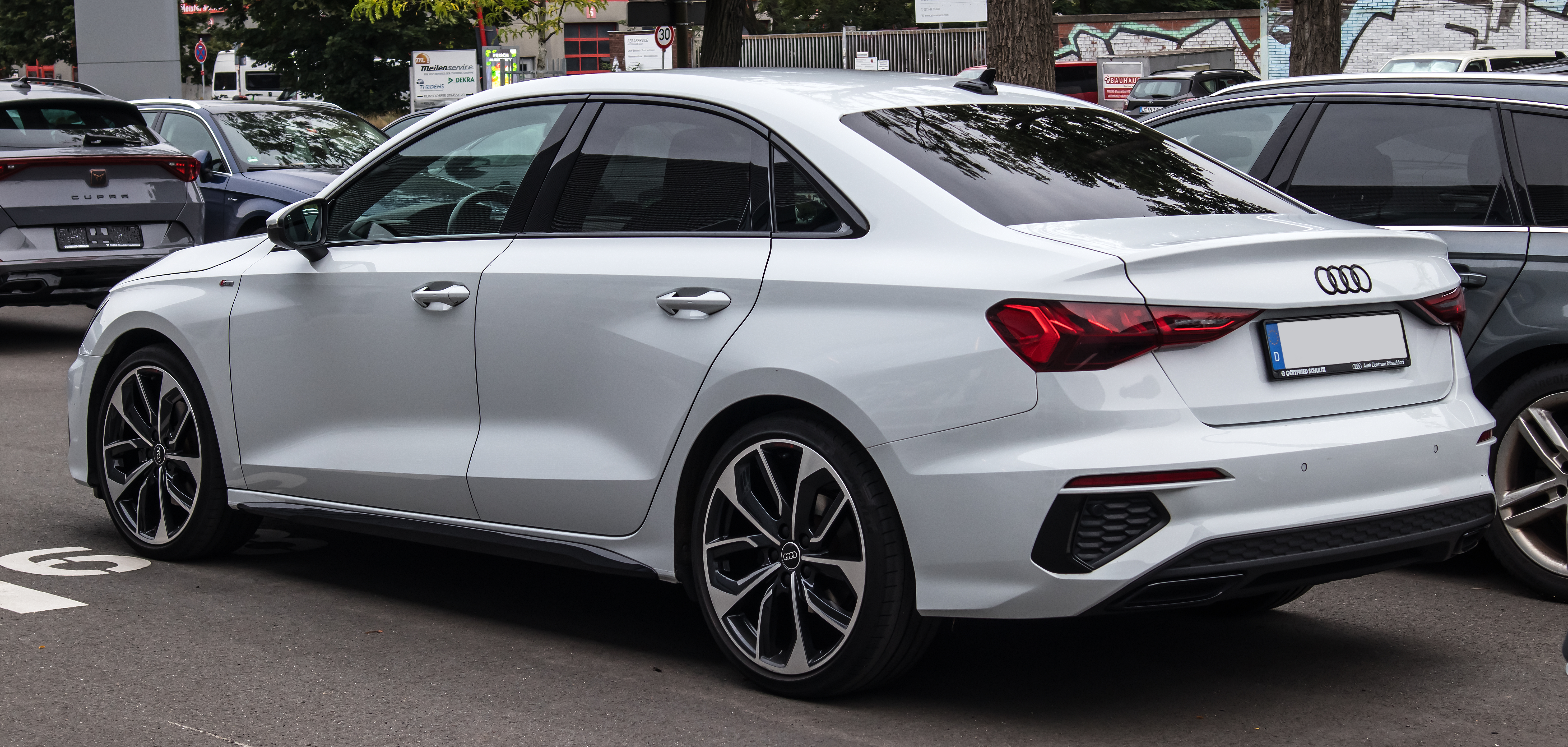
Audi A3 Limousine (seit 2024)
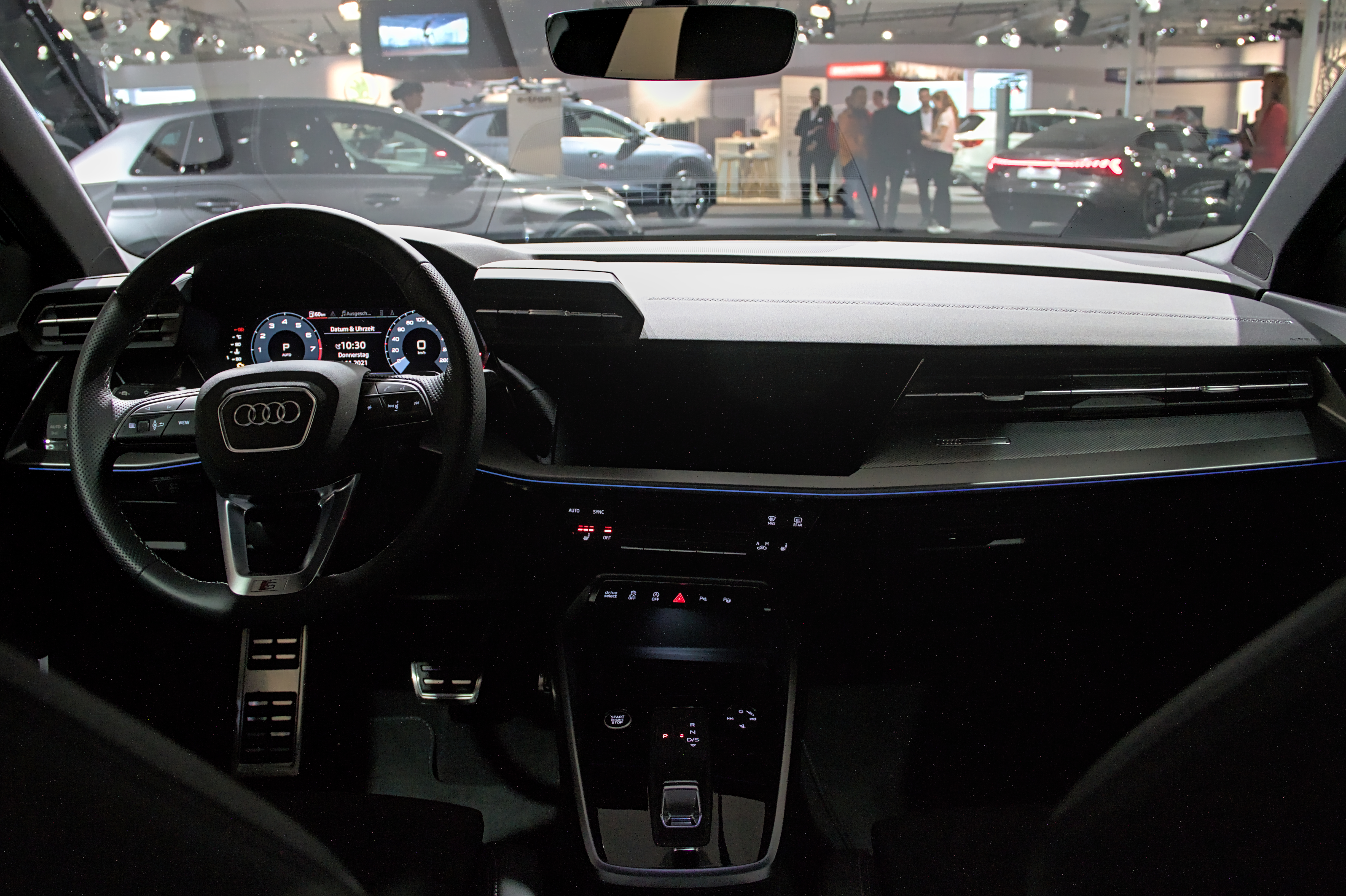
Heckansicht Limousine

## Produktion

### Bauzeit
- Kombilimousine, fünftürig: seit März 2020
- Limousine, viertürig: seit April 2020

### Produktionsort
Das Fahrzeug mit der fünftürigen Karosserie wird im Audi-Werk Ingolstadt produziert. Auf dem Nordgelände des Werkes wurde ein neuer Karosseriebau für das Modell errichtet.

## Design
Das Design entstand unter dem Exterieurdesigner Phillipp Römers und dem Designchef Marc Lichte.
Die Kotflügel wirken stärker betont als beim A3 8V und haben in Richtung Türen negativ abfallende Linien. Der vordere Überhang ist um ca. 35 mm angewachsen, der hintere minimal kürzer. Über den Bügeltürgriffen verläuft eine abgesetzte Lichtkante. Die Mittelkonsole ist leicht in Richtung Fahrer angewinkelt. In der C-Säule gibt es ein drittes Seitenfenster.
Sowohl Frontscheinwerfer als auch Heckleuchten sind horizontal. Die vordere Kennzeichenplatte kann innerhalb des Singleframe-Grills montiert werden und für die hintere ist eine Aussparung in der Heckklappe bzw. dem Kofferraumdeckel vorgesehen. Am Heckstoßfänger sind Radluftauslässe angedeutet. Die Armaturenbrett-Luftauslässe für den Fahrer sind fünfeckig, liegend und auf Höhe des oberen Teils der Hutze des Kombiinstrumentes angeordnet; die für den Beifahrer, zwischen Infotainmentbildschirm und der Beifahrertür, sind mit einer Metallleiste verbunden. Die Innentüröffner sollen laut Hersteller mit ihrer Form an Hockeyschläger erinnern.

## Technik
Wie andere Fahrzeuge aus dem Volkswagen-Konzern basiert das Fahrzeug auf dem weiterentwickelten Modularen Querbaukasten (MQB evo).

### Karosserie
Die fünftürige Karosserie der Kombilimousinenvariante des Fahrzeugs (Sportback) ist außen 4343 mm lang, 1816 mm breit, 1449 mm hoch und hat 2636 mm Radstand. Der Gepäckraum ist über eine 671 mm (im unbeladenen Zustand) hohe Ladekante zugänglich und hat 380 Liter bis 1200 Liter Fassungsvermögen. Je nach Motorvariante beträgt die Leermasse des Fahrzeugs zwischen 1255 kg und 1580 kg. Die Abmessungen des Audi S3 weichen etwas vom Audi A3 ab. Die viertürige Stufenhecklimousine unterscheidet sich mit 4495 mm in der Länge und der Höhe mit 1425 mm. Sie wiegt je nach Motorvariante bis zu 10 kg mehr als die Kombilimousine. Die Ladekante (unbeladen) des 425 Liter fassenden Gepäckraums der Limousine ist 688 mm hoch. Ungefähr 29 Gewichts-% der Rohkarosserie werden aus einem Verbund von warmumgeformten Stählen gefertigt. Die Motorhaube ist aus Aluminium. Der Fahrzeugunterboden ist großflächig verkleidet. Der Luftwiderstandsbeiwert cW des Fünftürers beträgt 0,28; für den Viertürer werden 0,25–0,27 angegeben. Beim Audi S3 ist das Gepäckraumvolumen bei der Kombilimousine auf 325 Liter und bei der Limousine auf 370 Liter verringert.

### Antrieb
Das Fahrzeug wurde mit einem 1,5-Liter-Reihenvierzylinder-Ottomotor (35 TFSI) mit Turboaufladung und Benzindirekteinspritzung, der maximal 110 kW leistet, vorgestellt. Bei den Dieselmotorvarianten gibt es einen turbogeladenen 2,0-l-R4-Motor mit Common-Rail-Einspritzung in zwei Abstufungen mit 85 kW (30 TDI) bzw. 110 kW (35 TDI) maximaler Leistung. Die Motorvarianten 35 TFSI und 30 TDI haben serienmäßig ein Sechsgang-Schaltgetriebe. Der 35 TDI hat Siebengang-Doppelkupplungsgetriebe mit nasslaufenden Kupplungen (Bezeichnung von Audi: S tronic), seit Ende März 2020 wird auch eines für den 35 TFSI mit Trockenkupplungen angeboten. Bei allen drei Varianten wird die Motorleistung an die Vorderräder übertragen. Beim noch im Monat der Vorstellung hinzugefügten 35 TFSI mit Doppelkupplungsgetriebe gibt es ein 48-V-Bordnetz für den Mildhybridantrieb, der den Ottomotor mittels Riemenstartergenerator (RSG) in der Anfahrphase mit maximal 9 kW Leistung und 50 Nm Drehmoment unterstützt. Bei Bremsvorgängen kann der RSG bis zu 12 kW an die Batterie rekuperieren. Seitens des Herstellers gab es in den ersten Monaten nach der Präsentation keine genauen Angaben zu weiteren Motoren, es sollten jedoch auch hybridisierte Varianten hinzukommen. Auch Versionen mit Allradantrieb (Bezeichnung von Audi: quattro-Antrieb) sollen ergänzt werden.
Seit Mai 2020 war der 1,0-l-R3-Ottomotor mit einer maximalen Leistung von 81 kW erhältlich. Die leistungsstärkste Variante, zu der Daten des Herstellers vorliegen, ist (Stand: August 2020) der 2,0-l-R4-Ottomotor des S3, dessen maximale Leistung 228 kW beträgt. Als einziger Motor ist er, zur Übertragung der Antriebsleistung auf den Untergrund, an ein Allradantriebssystem angeschlossen. Als Getriebe wird ein Siebengang-Doppelkupplungsgetriebe eingesetzt. Im Oktober 2020 und Dezember 2020 folgten zwei Plug-in-Hybrid-Varianten 40 TFSI e und 45 TFSI e. Diese kombinieren einen 1,4-Liter-Turbo-Ottomotor der Motorbaureihe EA211 mit einem 80-kW-Elektromotor im 6-Gang-Doppelkupplungsgetriebe. Der 40 TFSI e leistet 150 kW und der 45 TFSI e 180 kW Systemleistung. Die höhere Systemleistung des 45 TFSI e von 30 kW (41 PS) und 50 Nm Drehmoment gegenüber dem A3 40 TFSI e wird von einer Steuerungssoftware generiert, sie regelt das optimale Zusammenspiel beider Antriebe bei maximaler Leistungsanforderung. Die Batteriekapazität liegt bei brutto 13 kWh für 63 km nach WLTP. Eine überarbeitete Version der Plug-in-Hybride wurde im Oktober 2024 vorgestellt. Der Akku ist mit 25,7 kWh fast doppelt so groß. Die elektrische Reichweite wird mit bis zu 143 km nach WLTP angegeben.

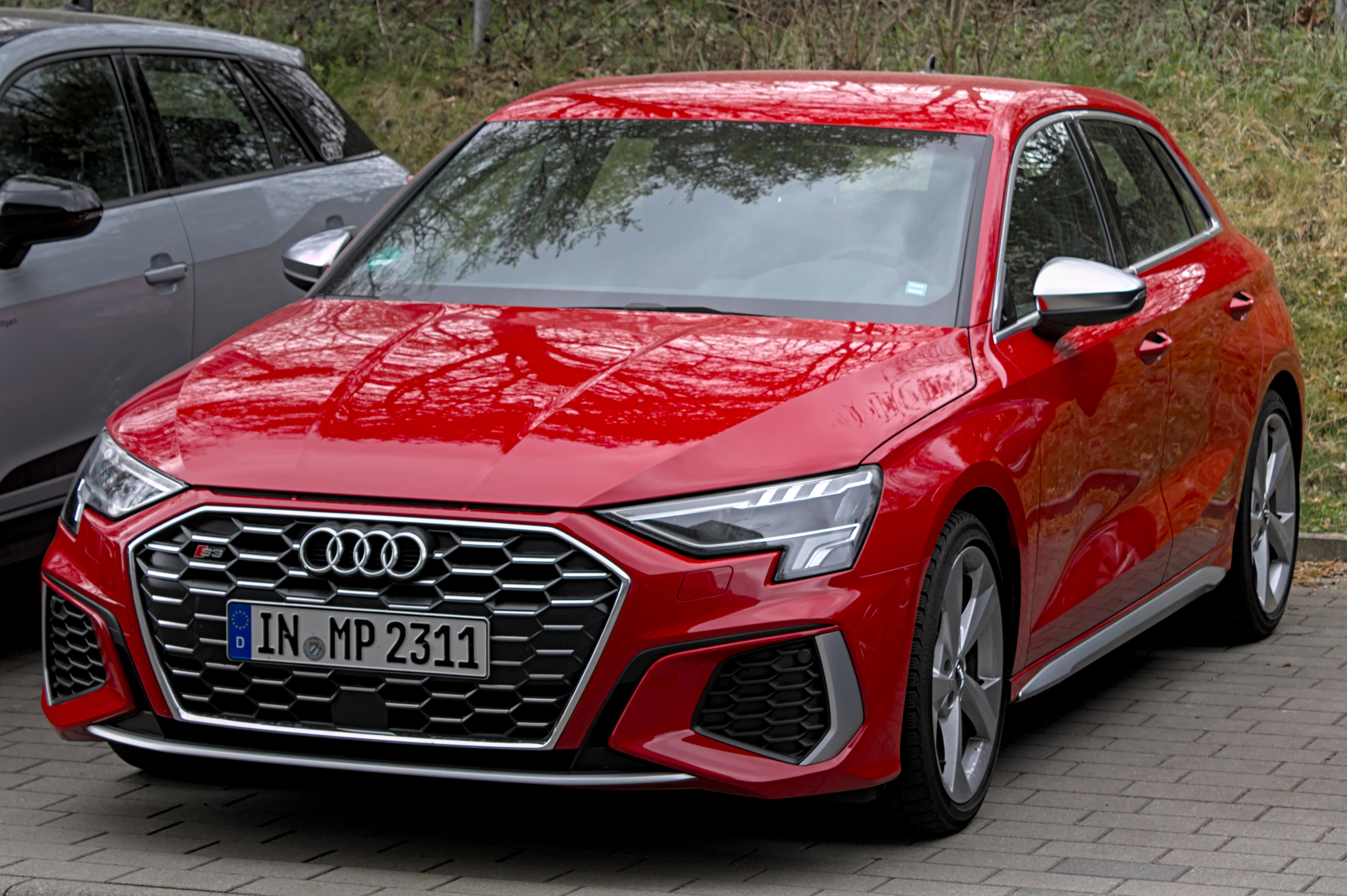
Audi S3 Sportback (2020–2024)
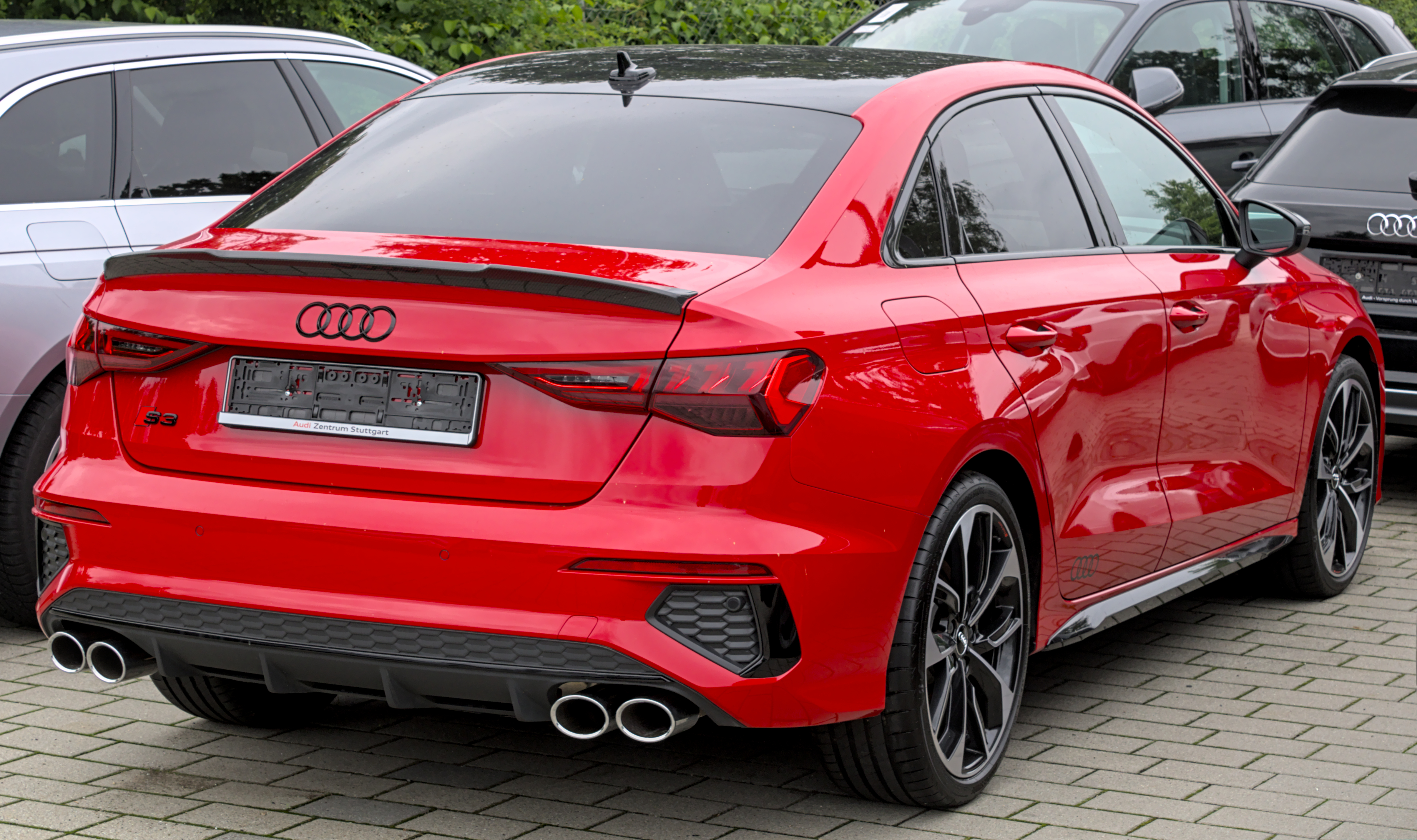
Audi S3 Limousine (2020–2024)
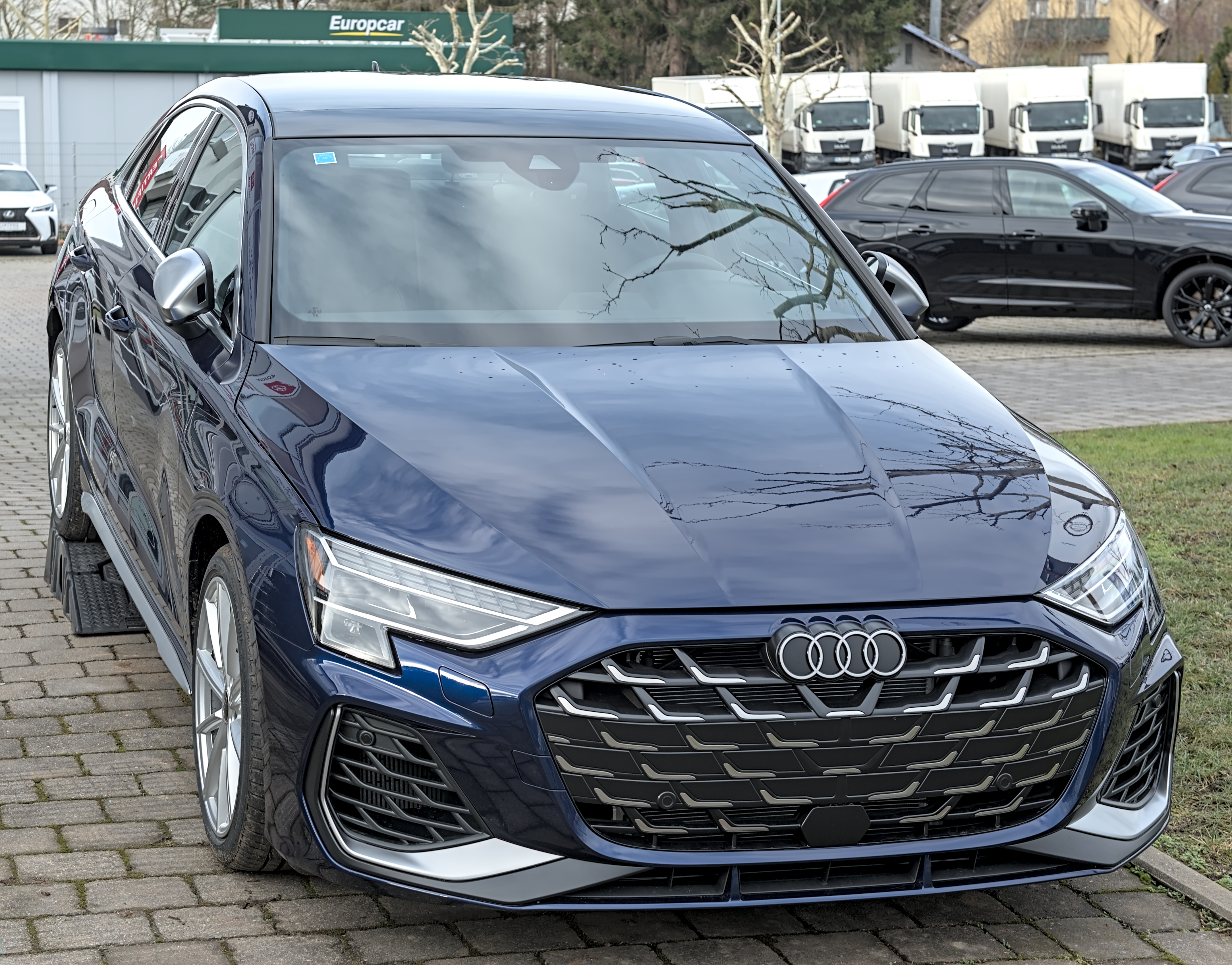
Audi S3 Limousine (seit 2024)
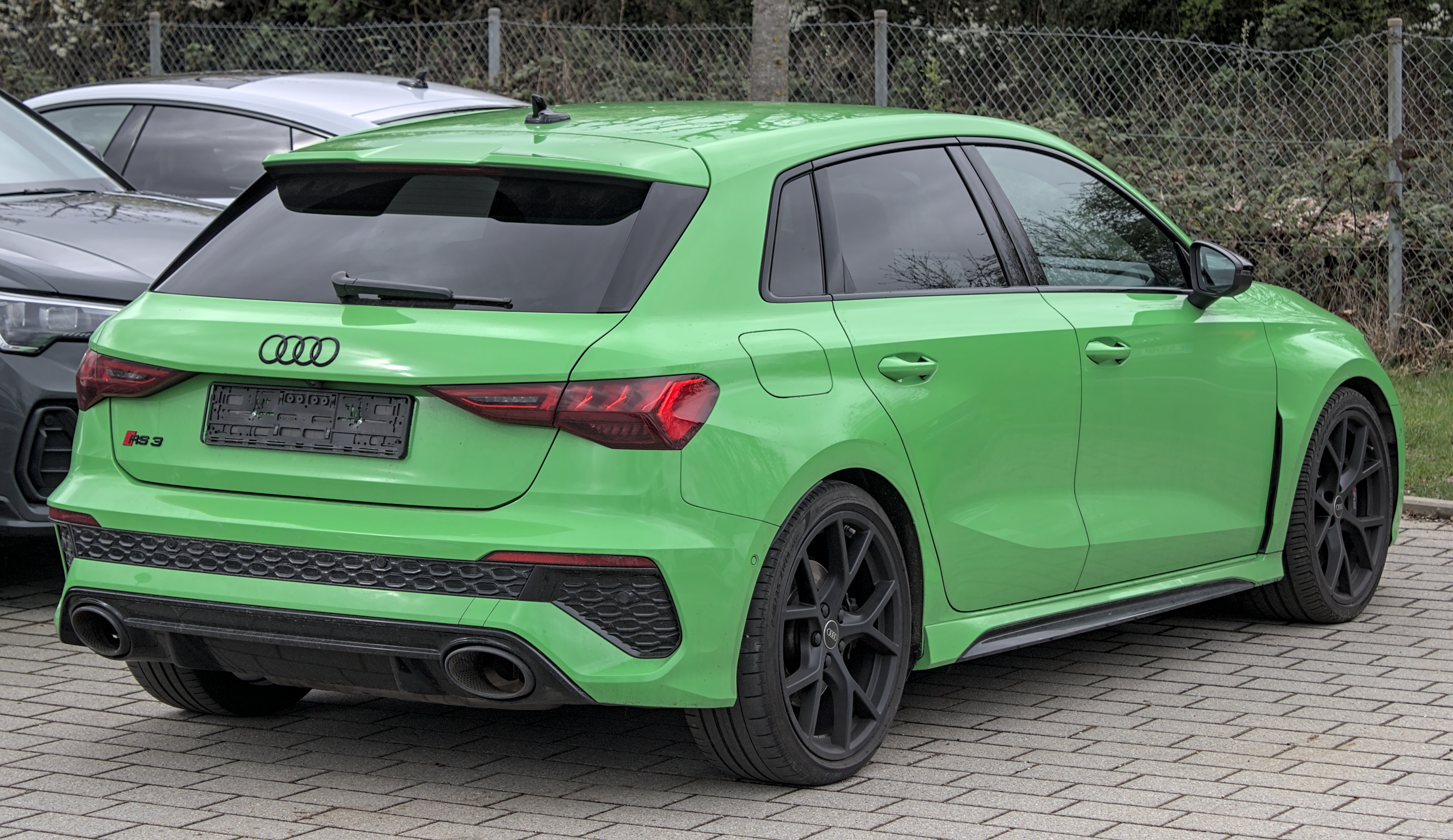
Audi RS3 Sportback (2021–2024)
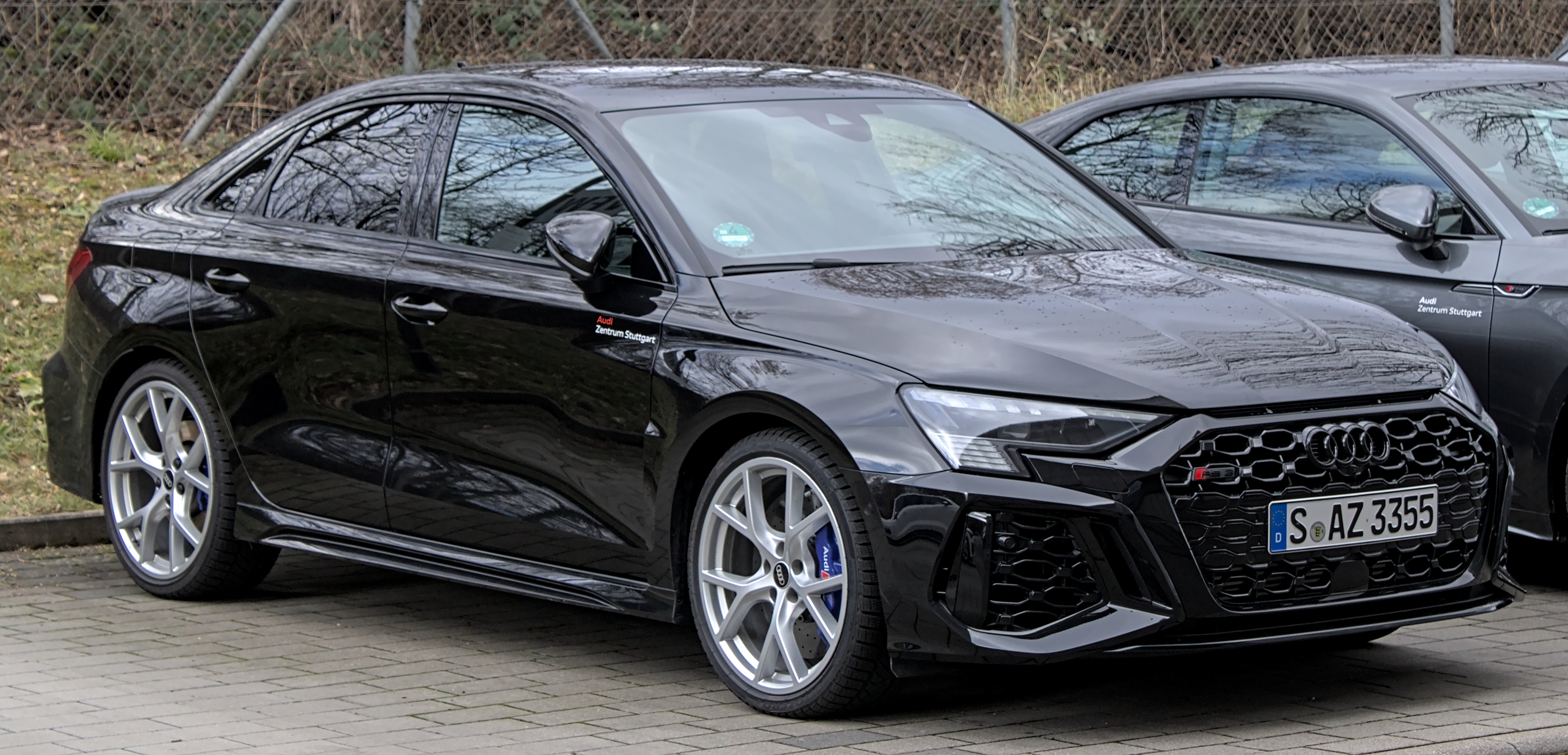
Audi RS3 Limousine (2021–2024)
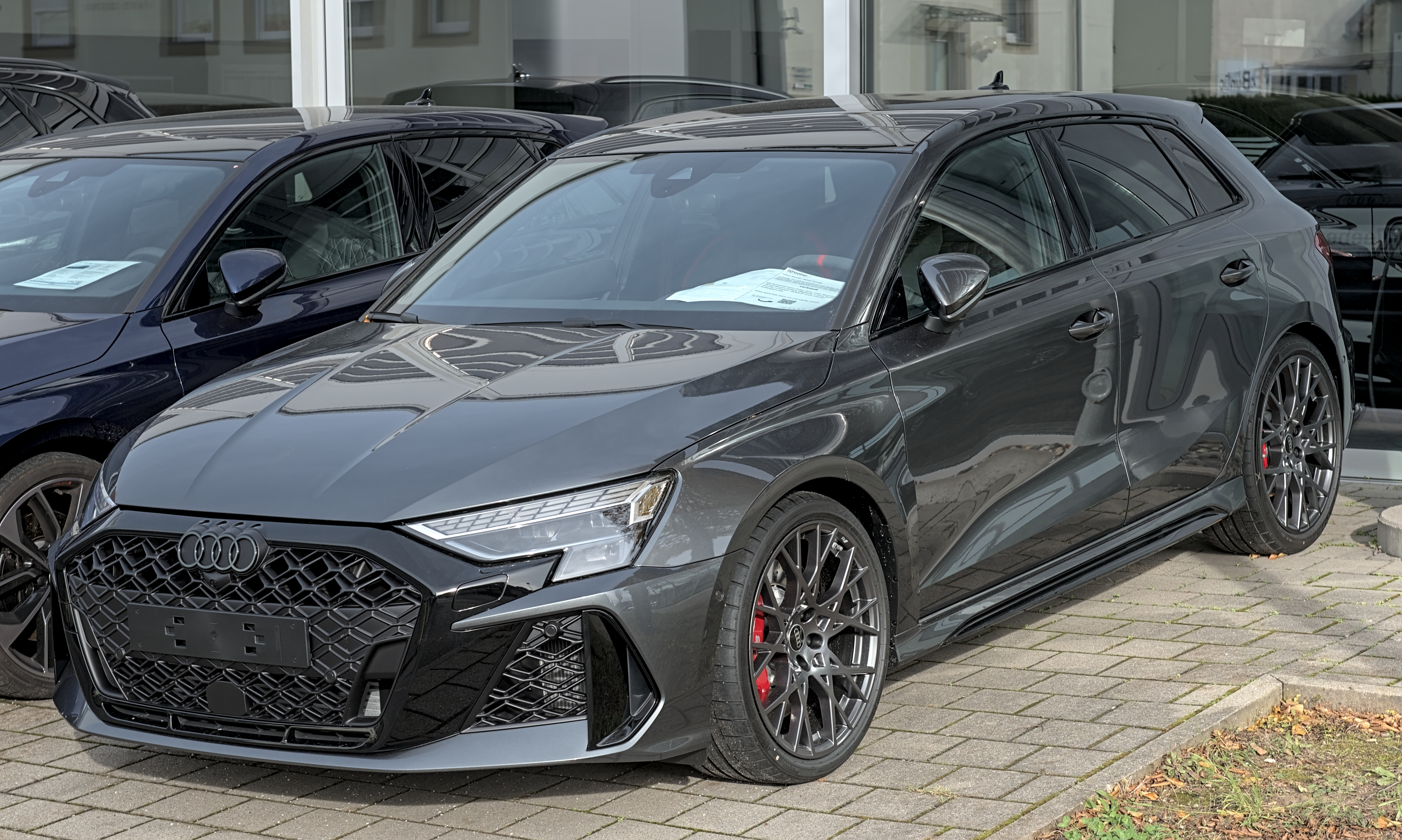
Audi RS3 Sportback (seit 2024)

### Fahrwerk
Leistungsschwache Motorisierungen haben eine Verbundlenker-; Modelle ab 110 kW eine Vierlenkerhinterachse mit Einzelradaufhängung. An der Vorderachse hat der Wagen MacPherson-Federbeine mit Dreiecksquerlenkern. Der Felgendurchmesser der Räder ist serienmäßig 16″. Optional sind Felgendurchmesser bis zu 19″ erhältlich. Räder des Audi S3 haben serienmäßig Felgendurchmesser 18″.
An der Vorderachse werden innenbelüftete Bremsscheiben mit 312 mm und an der Hinterachse mit 272 mm Durchmesser eingebaut.
Das Fahrzeug hat eine elektromechanische Servolenkung, die serienmäßig ein Übersetzungsverhältnis von 14,9 : 1 hat. Gegen Aufpreis (bzw. im Audi S3 serienmäßig) gibt es eine Lenkung mit lenkwinkelabhängiger Übersetzung (Audi-Bezeichnung: Progressivlenkung), in der Mittellage ist sie mit 14,3 : 1 übersetzt. Von Anschlag zu Anschlag werden 2,5 Umdrehungen benötigt. Ebenso werden adaptive Stoßdämpfer, die drei durch den Fahrer bestimmte Dämpferkennlinien annehmen können und ein elektromagnetisches Ventil haben, erhältlich. Bei einer Ausstattungslinie ist ein Sportfahrwerk serienmäßig, mit dem die Karosserie 15 mm tiefergelegt wird und bei dem die Feder-/Dämpferkombination straffer abgestimmt ist.

### Sicherheit
Die Fahrdynamikregelung ESC hat die Softwarezusatzfunktion „radselektive Momentensteuerung“, bei der die kurveninneren Räder leicht abgebremst werden und so das Drehmoment an denen auf der Kurvenaußenseite erhöht. In Verbindung mit Allradantrieb sind drei Modi einstellbar: von „ESC ON“ mit dem niedrigsten Reifenschlupf, einem „Sportmodus“ für lose Untergründe und „ESC OFF“ bei dem der meiste Schlupf an den Rädern zugelassen wird. Alle die Querdynamik betreffenden Eingangsgrößen werden in einer zentralen Einheit (Audi-Bezeichnung: modularer Fahrdynamikregler) erfasst und nötige Ausgangsgrößen an im Fahrzeug vorhandene Systeme ausgeben.
Ende 2020 wurde der A3 vom Euro NCAP auf die Fahrzeugsicherheit getestet. Der Wagen erhielt fünf von fünf möglichen Sternen.

## Ausstattung
Das Fahrzeugmodell ist regulär in drei Ausstattungsvarianten konfigurierbar: Basis, advanced und S line. Zum Marktstart waren für den A3 und den S3 zusätzlich die Varianten „edition one“ erhältlich.

### Außenausstattung
Je nach Ausstattungslinie unterscheiden sich die Zierteile an der Karosserie (Stoßfänger, Heckflügel, Seitenschwellerverkleidungen, …) und Felgen. Für die Sommerräder sind 13 Raddesigns erhältlich und für die Winterräder drei Designs. Mindestens eine Uni-Lackierung ist ohne Mehrpreis erhältlich. Aufpreispflichtig und nicht für jede Ausstattungsvariante gibt es einen weiteren Uni-, acht Metallic-, einen Perleffekt- und Sonderlacke.
Der Kühlergrill ist bei allen Ausstattungsvarianten im Wabendesign ausgeführt. Das LED-Tagfahrlicht bei der höchsten von drei Scheinwerfervarianten (Audi-Bezeichnung: Matrix LED-Scheinwerfer) mit 15 Segmenten (3 × 5 Leuchtdioden) im trapezförmigen unteren Teil des Scheinwerfers variiert jeweils. Beim Basismodell werden horizontale Linien angezeigt.
Bei der niedrigsten von drei Scheinwerfervarianten sind bis auf die Fahrtrichtungsanzeiger alle Lichtfunktionen mit Leuchtdioden (LED-Scheinwerfer) ausgeführt. Die mit der Stufe kombinierten Rückleuchten haben Glühlampen als Leuchtmittel. Das Kennzeichen wird mit LED beleuchtet. Die mittlere Abstufung unterscheidet sich durch eine abweichende Tagfahrlichtgrafik mit umgedrehtem „L“ und LED-Blinkleuchten. Auch die Rückleuchten sind ab der zweiten Stufe mit LED ausgestattet. Die beiden höchsten Scheinwerferausführungen haben gegenüber der Grundvariante zusätzliche Softwarefunktionen. Bei edition-one-Modellen sind nichtleuchtende Teile der Scheinwerfer gegenüber den restlichen Modellen abgedunkelt.
Der Audi S3 unterscheidet sich vom Audi A3 durch etwas anders gestaltete Stoßfänger, größere Serienräder und silberfarbige Kontrastelemente an Stoßfängern, Schwellern sowie Außenspiegelkappen. Die Auspuffanlage mit ovalen Endrohren ist doppelbordig und jeweils zweiflutig (in Summe: vierflutig) durch den hinteren Stoßfänger geführt. Die Kombilimousine Sportback hat den gleichen Dachkantenspoiler wie die S-line-Ausstattung des A3.
Größere Dachkantenspoiler für die Kombilimousine bzw. ein Kofferraumdeckelspoiler für die Stufenhecklimousine aus kohlenstofffaserverstärktem Kunststoff sind als aufpreispflichtige Sonderausstattung, ausgenommen beim S3 edition one serienmäßig, kaufbar.
Gegen Mehrpreis ist ein Panoramaglasschiebe-/hubdach erhältlich. Für die Kombilimousinenvariante gibt es als Mehrausstattung eine Dachreling.

### Innenausstattung
Bei den Stoffsitzen bietet Audi drei Sitzbezüge, deren Fasern aus recycelten PET-Flaschen hergestellt werden, an. Dazu sollen bis zu 45 recycelte 1,5-Liter-PET-Flaschen verarbeitet werden, das entspricht einem Anteil von bis zu 89 % an Rezyklat. Bei dem Teppich wird von 62 Flaschen ausgegangen. Auch weitere Bestandteile der Innenausstattung sollen aus wiederverwerteten Rohstoffen hergestellt werden. Fasern aus recycletem PET werden in der Bekleidungsindustrie bereits seit Mitte der 1990er Jahre eingesetzt. Bei Fahrzeugen mit Doppelkupplungsgetriebe ist der Wählhebel ein kurzer Kippschalter, der Signale elektrisch weitergibt. Sitze aus dem S-line-Programm sind auch mit in den Sitz integrierter Kopfstütze erhältlich.

### Reifenzubehör
In der Serienausstattung sind ein Reifenpannenset und das Bordwerkzeug inkludiert. Als Sonderausstattung kann ein Wagenheber einzeln oder ein Reserverad-Notrad, bei dem der Wagenheber im Aufpreis inbegriffen ist, bestellt werden.

### Infotainment
Beim Infotainmentsystem setzt der Hersteller ein Bedien- und Anzeigenkonzept, das auf der dritten Generation des Modularen Infotainmentbaukastens (MIB) des Volkswagenkonzerns aufbaut, ein. In Verbindung mit einem gegen Aufpreis erhältlichen Audiosystem von Bang & Olufsen kann das Fahrzeug mit bis zu 15 Lautsprechern mit einer Gesamtleistung von 680 W ausgerüstet werden. Als Kombiinstrument kommt ein LC-Bildschirm mit einer Bildschirmdiagonalen von 10,25″ (260 mm) zum Einsatz, welcher gegen Aufpreis durch eine 12,3″ große Variante (312 mm) aufgewertet werden kann (Audi-Bezeichnung: Audi virtual cockpit). Der A3 8Y hat serienmäßig ein Radio mit Empfangsmodulen für UKW und DAB+, der Empfang von internetbasiertem Radio kostet Aufpreis. Im Gegensatz zum VW Golf VIII, dessen Innenraumklima über eine berührungsempfindliche Sliderleiste gesteuert wird, hat die vierte Generation des Audi A3 für die Bedienung der Klimaanlage Drucktasten. Zur Kommunikation mit der Umgebung bzw. anderen Fahrzeugen ist das Modell mit Car2x-Techniken ausgestattet, bei denen die Zeitschrift auto motor und sport davon ausgeht, dass sie zum Verkaufsstart wegen fehlender Infrastruktur nicht nutzbar sein werden. In der Mittelkonsole gibt es über dem Mitteltunnel ein sensorisches Bedienfeld in der Größe einer 2-Euro-Münze, das dem Beifahrer die Steuerung der Audioanlage ermöglichen soll.

## Marketing
Im Juli 2020 startete eine internationale Marketingkampagne für das Fahrzeug. Die Gestaltung und Umsetzung wurde durch die Firmen Thjnk Hamburg und Gingco Communication geleitet. In der Schweiz werden drei Landessprachen von der Kampagne abgedeckt. Die Medien für die Werbung sind sowohl in sozialen Medien als auch auf Fernsehsendern gewählt worden.

## Technische Daten/Motoren

### Bis Modelljahr 2024

#### Ottomotoren
|                                                      | 30 TFSI                  | 30 g-tron                | 35 TFSI                   | 35 TFSI                   | 40 TFSI                   | S3 TFSI                   | RS3 TFSI                      | RS3 TFSI Performance Edition |
| ---------------------------------------------------- | ------------------------ | ------------------------ | ------------------------- | ------------------------- | ------------------------- | ------------------------- | ----------------------------- | ---------------------------- |
| Bauzeitraum                                          | 05/2020–03/2024          | 09/2020–05/2023          | 03/2020–10/2020           | 11/2020–03/2024           | 04/2021–03/2024           | 09/2020–03/2024           | 07/2021–03/2024               | 10/2022–12/2022              |
| Motorkennbuchstabe                                   | DLAA                     | DHFA                     | DPCA                      | DFYA                      | DNNA                      | DNFB                      | DNWC                          | DNWD                         |
| Motorbaureihe                                        | VW EA211evo              | VW EA211evo              | VW EA211evo               | VW EA211evo               | VW EA888                  | VW EA888                  | VW EA855evo                   | VW EA855evo                  |
| Motorart                                             | Ottomotor                | Ottomotor                | Ottomotor                 | Ottomotor                 | Ottomotor                 | Ottomotor                 | Ottomotor                     | Ottomotor                    |
| Motortyp                                             | Reihenbauart             | Reihenbauart             | Reihenbauart              | Reihenbauart              | Reihenbauart              | Reihenbauart              | Reihenbauart                  | Reihenbauart                 |
| Motoraufladung                                       | Turbolader               | VTG-Turbolader           | Turbolader                | Turbolader                | Turbolader                | Turbolader                | Turbolader                    | Turbolader                   |
| Bordnetz                                             | 48 Volt MHEV (1)         | –                        | 48 Volt MHEV (1)          | 48 Volt MHEV (1)          | –                         | –                         | –                             | –                            |
| Gemischaufbereitung                                  | Benzindirekteinspritzung | Benzindirekteinspritzung | Benzindirekteinspritzung  | Benzindirekteinspritzung  | Benzindirekteinspritzung  | Benzindirekteinspritzung  | Benzindirekteinspritzung      | Benzindirekteinspritzung     |
| Zylinder/Ventile                                     | 3/12                     | 4/16                     | 4/16                      | 4/16                      | 4/16                      | 4/16                      | 5/20                          | 5/20                         |
| Hubraum                                              | 999 cm³                  | 1498 cm³                 | 1498 cm³                  | 1498 cm³                  | 1984 cm³                  | 1984 cm³                  | 2480 cm³                      | 2480 cm³                     |
| max. Leistung bei min−1, Verbrennungsmotor           | 81 kW (110 PS)/5500      | 96 kW (131 PS)/5000–6000 | 110 kW (150 PS)/5000–6000 | 110 kW (150 PS)/5000–6000 | 140 kW (190 PS)/4200–6000 | 228 kW (310 PS)/5450–6500 | 294 kW (400 PS)/5600–7000     | 299 kW (407 PS)/5700–7000    |
| max. Drehmoment bei min−1                            | 200 Nm/2000–3000         | 200 Nm/1400–4000         | 250 Nm/1500–3500          | 250 Nm/1500–3500          | 320 Nm/1500–4100          | 400 Nm/2000–5450          | 500 Nm/2250–5600              | 500 Nm/2250–5700             |
| Antriebsart                                          | Vorderradantrieb         | Vorderradantrieb         | Vorderradantrieb          | Vorderradantrieb          | Allradantrieb             | Allradantrieb             | Allradantrieb                 | Allradantrieb                |
| Getriebeart, Serie                                   | 6-Gang-Schaltgetriebe    | 7-Gang-S-tronic          | 6-Gang-Schaltgetriebe     | 6-Gang-Schaltgetriebe     | 7-Gang-S-tronic           | 7-Gang-S-tronic           | 7-Gang-S-tronic               | 7-Gang-S-tronic              |
| Getriebeart, Option                                  | 7-Gang-S-tronic          | –                        | 7-Gang-S-tronic           | 7-Gang-S-tronic           | –                         | –                         | –                             | –                            |
| Leergewicht                                          | 1295–1360 kg             | 1430 kg                  | 1355–1395 kg              | 1360–1395 kg              | 1535–1540 kg              | 1575–1580 kg              | 1645–1650 kg                  | 1645–1650 kg                 |
| Beschleunigung, 0–100 km/h                           | 10,6 s                   | 9,7 s                    | 8,4–8,7 s                 | 8,4–8,7 s                 | 7,0 s                     | 4,8 s                     | 3,8 s                         | 3,8 s                        |
| Höchstgeschwindigkeit                                | 204–210 km/h             | 211 km/h                 | 224–232 km/h              | 224–232 km/h              | 241–248 km/h              | 250 km/h (2)              | 250 km/h (2) 280–290 km/h (3) | 300 km/h (2)                 |
| Kraftstoffverbrauch nach WLTP auf 100 km, kombiniert | 4,9–6,0 l Super          | 3,9–4,3 kg Erdgas        | 5,5–6,4 l Super           | 5,5–6,3 l Super           | 6,8–7,5 l Super           | 7,8–8,3 l Super           | 8,9–9,5 l Super               | 8,9–9,5 l Super              |
| CO2-Emission nach WLTP, kombiniert                   | 112–136 g/km             | 108–116 g/km             | 125–145 g/km              | 127–142 g/km              | 155–170 g/km              | 178–188 g/km              | 201–217 g/km                  | 201–216 g/km                 |
| Tankinhalt, ca.                                      | 45 l                     | 9 l + 17,3 kg            | 50 l                      | 50 l                      | 55 l                      | 55 l                      | 55 l                          | 55 l                         |
| Abgasnachbehandlung, PM                              | Ottopartikelfilter       | Ottopartikelfilter       | Ottopartikelfilter        | Ottopartikelfilter        | Ottopartikelfilter        | Ottopartikelfilter        | Ottopartikelfilter            | Ottopartikelfilter           |
| Abgasnorm                                            | Euro 6d-ISC-FCM          | Euro 6d-ISC-FCM          | Euro 6d-TEMP-EVAP-ISC     | Euro 6d-ISC-FCM           | Euro 6d-ISC-FCM           | Euro 6d-ISC-FCM           | Euro 6d-ISC-FCM               | Euro 6d-ISC-FCM              |

#### Plug-in-Hybride
|                                                       | 40 TFSI e                                                                                      | 45 TFSI e                                                                                      |
| ----------------------------------------------------- | ---------------------------------------------------------------------------------------------- | ---------------------------------------------------------------------------------------------- |
| Bauzeitraum                                           | 10/2020–03/2024                                                                                | 12/2020–03/2024                                                                                |
| Motorkennbuchstabe                                    | DGEA                                                                                           | DGEA                                                                                           |
| Motorkennbuchstabe, Verbrenner                        | VW EA211                                                                                       | VW EA211                                                                                       |
| Motorbauart, Zylinder/Ventile                         | R4/16-Ottomotor mit Turbolader, Benzindirekteinspritzung und permanenterregte Synchronmaschine | R4/16-Ottomotor mit Turbolader, Benzindirekteinspritzung und permanenterregte Synchronmaschine |
| Motorbaureihe, Elektro                                | HEM80evo                                                                                       | HEM80evo                                                                                       |
| Hubraum                                               | 1395 cm³                                                                                       | 1395 cm³                                                                                       |
| max. Leistung bei min−1, Verbrennungsmotor            | 110 kW (150 PS)/5000–6000                                                                      | 110 kW (150 PS)/5000–6000                                                                      |
| max. Leistung, Elektromotor (Peak)                    | 80 kW (109 PS)                                                                                 | 80 kW (109 PS)                                                                                 |
| Dauerleistung Elektromotor                            | 55 kW (75 PS)                                                                                  | 55 kW (75 PS)                                                                                  |
| max. Systemleistung                                   | 150 kW (204 PS)                                                                                | 180 kW (245 PS)                                                                                |
| max. Drehmoment bei min−1                             | 250 Nm/1550–3500                                                                               | 250 Nm/1550–3500                                                                               |
| max. Drehmoment, Elektromotor                         | 330 Nm                                                                                         | 330 Nm                                                                                         |
| max. Systemdrehmoment                                 | 350 Nm                                                                                         | 400 Nm                                                                                         |
| Antriebsart                                           | Vorderradantrieb                                                                               | Vorderradantrieb                                                                               |
| Getriebe                                              | 6-Gang-S-tronic                                                                                | 6-Gang-S-tronic                                                                                |
| Höchstgeschwindigkeit                                 | 227 km/h elektrisch 140 km/h                                                                   | 232 km/h elektrisch 140 km/h                                                                   |
| Beschleunigung, 0–100 km/h                            | 7,6 s                                                                                          | 6,8 s                                                                                          |
| elektr. Beschleunigung, 0–60 km/h                     | 5,2 s                                                                                          | 5,2 s                                                                                          |
| Leergewicht                                           | 1635 kg                                                                                        | 1660 kg                                                                                        |
| Kraftstoffverbrauch nach WLTP auf 100 km (kombiniert) | 1,1–1,4 l Super                                                                                | 1,2–1,4 l Super                                                                                |
| Stromverbrauch nach WLTP auf 100 km (kombiniert)      | 14,4–15,7 kWh                                                                                  | 14,7–15,8 kWh                                                                                  |
| elektr. Reichweite nach WLTP                          | 58–66 km                                                                                       | 58–64 km                                                                                       |
| CO2-Emission nach WLTP                                | 24–31 g/km                                                                                     | 26–31 g/km                                                                                     |
| Akkukapazität                                         | 13 kWh (brutto) / 10,4 kWh (netto)                                                             | 13 kWh (brutto) / 10,4 kWh (netto)                                                             |
| Tankinhalt                                            | 40 l                                                                                           | 40 l                                                                                           |
| Abgasnorm                                             | Euro 6d-ISC-FCM                                                                                | Euro 6d-ISC-FCM                                                                                |

#### Dieselmotoren
|                                                      | 30 TDI                   | 30 TDI                   | 35 TDI                    | 35 TDI                    | 40 TDI                    |
| ---------------------------------------------------- | ------------------------ | ------------------------ | ------------------------- | ------------------------- | ------------------------- |
| Bauzeitraum                                          | 03/2020–10/2020          | 10/2020–03/2024          | 03/2020–11/2020           | 10/2020–03/2024           | 11/2020–03/2024           |
| Motorkennbuchstabe                                   | DSUD                     | DTRB, DTRD               | DSRB                      | DTSA                      | DTUA                      |
| Motorbaureihe                                        | VW EA288evo              | VW EA288evo              | VW EA288evo               | VW EA288evo               | VW EA288evo               |
| Motorart                                             | Dieselmotor              | Dieselmotor              | Dieselmotor               | Dieselmotor               | Dieselmotor               |
| Motortyp                                             | Reihenbauart             | Reihenbauart             | Reihenbauart              | Reihenbauart              | Reihenbauart              |
| Motoraufladung                                       | Turbolader               | Turbolader               | Turbolader                | Turbolader                | Turbolader                |
| Bordnetz                                             | –                        | –                        | –                         | –                         | –                         |
| Gemischaufbereitung                                  | Common-Rail-Einspritzung | Common-Rail-Einspritzung | Common-Rail-Einspritzung  | Common-Rail-Einspritzung  | Common-Rail-Einspritzung  |
| Zylinder/Ventile                                     | 4/16                     | 4/16                     | 4/16                      | 4/16                      | 4/16                      |
| Hubraum                                              | 1968 cm³                 | 1968 cm³                 | 1968 cm³                  | 1968 cm³                  | 1968 cm³                  |
| max. Leistung bei min−1, Verbrennungsmotor           | 85 kW (116 PS)/2750–4250 | 85 kW (116 PS)/2750–4250 | 110 kW (150 PS)/3000–4200 | 110 kW (150 PS)/3000–4200 | 147 kW (200 PS)/3600–4100 |
| max. Drehmoment bei min−1, Verbrennungsmotor         | 300 Nm/1600–2500         | 300 Nm/1600–2500         | 360 Nm/1600–2750          | 360 Nm/1600–2750          | 400 Nm/1750–3500          |
| Antriebsart, Serie                                   | Vorderradantrieb         | Vorderradantrieb         | Vorderradantrieb          | Vorderradantrieb          | Allradantrieb             |
| Antriebsart, Option                                  | –                        | –                        | –                         | –                         | –                         |
| Getriebeart, Serie                                   | 6-Gang-Schaltgetriebe    | 6-Gang-Schaltgetriebe    | 7-Gang-S-tronic           | 7-Gang-S-tronic           | 7-Gang-S-tronic           |
| Getriebeart, Option                                  | –                        | 7-Gang-S-tronic          | –                         | –                         | –                         |
| Leergewicht                                          | 1420–1425 kg             | 1425–1455 kg             | 1485–1490 kg              | 1490–1495 kg              | 1555–1560 kg              |
| Beschleunigung, 0–100 km/h                           | 10,1 s                   | 10,1 s                   | 8,4 s                     | 8,3–8,4 s                 | 6,8 s                     |
| Höchstgeschwindigkeit                                | 206–210 km/h             | 206–210 km/h             | 224–232 km/h              | 224–228 km/h              | 243–250 km/h              |
| Kraftstoffverbrauch nach WLTP auf 100 km, kombiniert | 4,2–4,7 l Diesel         | 4,3–5,0 l Diesel         | 4,5–5,0 l Diesel          | 4,5–5,0 l Diesel          | 5,5–6,0 l Diesel          |
| CO2-Emission nach WLTP, kombiniert                   | 109–124 g/km             | 112–131 g/km             | 117–132 g/km              | 117–132 g/km              | 144–156 g/km              |
| Tankinhalt, ca.                                      | 45 l + 13 l AUS 32       | 45 l + 13 l AUS 32       | 50 l + 12 l AUS 32        | 50 l + 12 l AUS 32        | 55 l + 12 l AUS 32        |
| Abgasnachbehandlung, PM                              | Dieselrußpartikelfilter  | Dieselrußpartikelfilter  | Dieselrußpartikelfilter   | Dieselrußpartikelfilter   | Dieselrußpartikelfilter   |
| Abgasnachbehandlung, NOX                             | SCR-Katalysator          | SCR-Katalysator          | SCR-Katalysator           | SCR-Katalysator           | SCR-Katalysator           |
| Abgasnorm                                            | Euro 6d-TEMP-EVAP-ISC    | Euro 6d-ISC-FCM          | Euro 6d-TEMP-EVAP-ISC     | Euro 6d-ISC-FCM           | Euro 6d-ISC-FCM           |

### Ab Modelljahr 2025 (Modellpflege)

#### Ottomotoren
|                                                      | 30 TFSI                  | 35 TFSI                   | 40 TFSI                   | S3 TFSI                   | RS3 TFSI                      |
| ---------------------------------------------------- | ------------------------ | ------------------------- | ------------------------- | ------------------------- | ----------------------------- |
| Bauzeitraum                                          | seit 04/2024             | seit 04/2024              | seit 03/2025              | seit 04/2024              | seit 08/2024                  |
| Motorkennbuchstabe                                   | DXDE                     | DXDB                      |                           | DNFF                      | DXHB                          |
| Motorbaureihe                                        | VW EA211evo2             | VW EA211evo2              | VW EA888                  | VW EA888                  | VW EA855evo                   |
| Motorart                                             | Ottomotor                | Ottomotor                 | Ottomotor                 | Ottomotor                 | Ottomotor                     |
| Motortyp                                             | Reihenbauart             | Reihenbauart              | Reihenbauart              | Reihenbauart              | Reihenbauart                  |
| Motoraufladung                                       | Turbolader               | Turbolader                | Turbolader                | Turbolader                | Turbolader                    |
| Bordnetz                                             | 48 Volt MHEV (1)         | 48 Volt MHEV (1)          | –                         | –                         | –                             |
| Gemischaufbereitung                                  | Direkteinspritzung       | Direkteinspritzung        | Direkteinspritzung        | Direkteinspritzung        | Direkteinspritzung            |
| Zylinder/Ventile                                     | 4/16                     | 4/16                      | 4/16                      | 4/16                      | 5/20                          |
| Hubraum                                              | 1498 cm³                 | 1498 cm³                  | 1984 cm³                  | 1984 cm³                  | 2480 cm³                      |
| max. Leistung bei min−1, Verbrennungsmotor           | 85 kW (116 PS)/5000–6000 | 110 kW (150 PS)/5000–6000 | 150 kW (204 PS)/4500–6000 | 245 kW (333 PS)/5600–6500 | 294 kW (400 PS)/5600–7000     |
| max. Drehmoment bei min−1                            | 220 Nm/1500–3000         | 250 Nm/1500–3000          | 320 Nm/1500–4400          | 420 Nm/2100–5500          | 500 Nm/2250–5600              |
| Antriebsart, Serie                                   | Vorderradantrieb         | Vorderradantrieb          | Allradantrieb             | Allradantrieb             | Allradantrieb                 |
| Getriebeart, Serie                                   | 6-Gang-Schaltgetriebe    | 6-Gang-Schaltgetriebe     | 7-Gang-S-tronic           | 7-Gang-S-tronic           | 7-Gang-S-tronic               |
| Getriebeart, Option                                  | 7-Gang-S-tronic          | 7-Gang-S-tronic           | –                         | –                         | –                             |
| Leergewicht                                          | 1360 kg (1390 kg)        | 1365 kg (1400 kg)         | 1530 kg                   | 1610 kg                   | 1640 kg                       |
| Beschleunigung, 0–100 km/h                           | 9,7 s (9,9 s)            | 8,4 s (8,1 s)             | 6,3 s                     | 4,7 s                     | 3,8 s                         |
| Höchstgeschwindigkeit                                | 205–210 km/h             | 226 km/h                  | 245–250 km/h              | 250 km/h (2)              | 250 km/h (2) 280–290 km/h (3) |
| Kraftstoffverbrauch nach WLTP auf 100 km, kombiniert | 5,3–6,0 l Super          | 5,2–6,1 l Super           | 6,6–7,4 l Super           | 8,1–8,7 l Super           | 9,1–9,5 l Super Plus          |
| CO2-Emission nach WLTP, kombiniert                   | 118–139 g/km             | 119–139 g/km              | 151–167 g/km              | 185–198 g/km              | 207–217 g/km                  |
| Tankinhalt, ca.                                      | 50 l                     | 50 l                      | 55 l                      | 55 l                      | 55 l                          |
| Abgasnachbehandlung, PM                              | Ottopartikelfilter       | Ottopartikelfilter        | Ottopartikelfilter        | Ottopartikelfilter        | Ottopartikelfilter            |
| Abgasnorm                                            | Euro 6e                  | Euro 6e                   | Euro 6e                   | Euro 6e                   | Euro 6e                       |

#### Plug-in-Hybride
|                                                       | 40 TFSI e                                                                                      | 45 TFSI e                                                                                      |
| ----------------------------------------------------- | ---------------------------------------------------------------------------------------------- | ---------------------------------------------------------------------------------------------- |
| Bauzeitraum                                           | seit 10/2024                                                                                   | seit 10/2024                                                                                   |
| Motorkennbuchstabe                                    | DUCB                                                                                           | DUCA                                                                                           |
| Motorkennbuchstabe, Verbrenner                        | VW EA211 evo 2                                                                                 | VW EA211 evo 2                                                                                 |
| Motorbauart, Zylinder/Ventile                         | R4/16-Ottomotor mit Turbolader, Benzindirekteinspritzung und permanenterregte Synchronmaschine | R4/16-Ottomotor mit Turbolader, Benzindirekteinspritzung und permanenterregte Synchronmaschine |
| Motorbaureihe, Elektro                                |                                                                                                |                                                                                                |
| Hubraum                                               | 1498 cm³                                                                                       | 1498 cm³                                                                                       |
| max. Leistung bei min−1, Verbrennungsmotor            | 110 kW (150 PS)/5000–6000                                                                      | 130 kW (177 PS)/5000–6000                                                                      |
| max. Leistung, Elektromotor (Peak)                    | 85 kW (116 PS)                                                                                 | 85 kW (116 PS)                                                                                 |
| Dauerleistung Elektromotor                            | 55 kW (75 PS)                                                                                  | 55 kW (75 PS)                                                                                  |
| max. Systemleistung                                   | 150 kW (204 PS)                                                                                | 200 kW (272 PS)                                                                                |
| max. Drehmoment bei min−1                             | 250 Nm/1550–4000                                                                               | 250 Nm/1550–4000                                                                               |
| max. Drehmoment, Elektromotor                         | 330 Nm                                                                                         | 330 Nm                                                                                         |
| max. Systemdrehmoment                                 | 350 Nm                                                                                         | 400 Nm                                                                                         |
| Antriebsart                                           | Vorderradantrieb                                                                               | Vorderradantrieb                                                                               |
| Getriebe                                              | 6-Gang-S-tronic                                                                                | 6-Gang-S-tronic                                                                                |
| Höchstgeschwindigkeit                                 | 225 km/h elektrisch 140 km/h                                                                   | 237 km/h elektrisch 140 km/h                                                                   |
| Beschleunigung, 0–100 km/h                            | 7,4 s                                                                                          | 6,3 s                                                                                          |
| Leergewicht                                           | 1600 kg                                                                                        | 1610 kg                                                                                        |
| Kraftstoffverbrauch nach WLTP auf 100 km (kombiniert) | 0,3–0,4 l Super                                                                                | 0,3–0,4 l Super                                                                                |
| Stromverbrauch nach WLTP auf 100 km (kombiniert)      | 14,6–16,2 kWh                                                                                  | 15,6–16,6 kWh                                                                                  |
| elektr. Reichweite nach WLTP                          | 126–143 km                                                                                     | 124–135 km                                                                                     |
| CO2-Emission nach WLTP                                | 6–8 g/km                                                                                       | 7–9 g/km                                                                                       |
| Ladedauer AC, Typ 2, auf 100 %, 11 kW                 | 150 min                                                                                        | 150 min                                                                                        |
| Ladedauer DC, CCS, bis 80 %, 50 kW                    | ca. 25 min                                                                                     | ca. 25 min                                                                                     |
| Akkukapazität                                         | 25,7 kWh (brutto) / 19,7 kWh (netto)                                                           | 25,7 kWh (brutto) / 19,7 kWh (netto)                                                           |
| Tankinhalt                                            | 40 l                                                                                           | 40 l                                                                                           |
| Abgasnorm                                             | Euro 6e                                                                                        | Euro 6e                                                                                        |

#### Dieselmotoren
|                                                      | 30 TDI                       | 35 TDI                        |
| ---------------------------------------------------- | ---------------------------- | ----------------------------- |
| Bauzeitraum                                          | seit 04/2024                 | seit 04/2024                  |
| Motorkennbuchstabe                                   | DXRC                         | DXPA                          |
| Motorbaureihe                                        | VW EA288 evo                 | VW EA288 evo                  |
| Motorart                                             | Dieselmotor                  | Dieselmotor                   |
| Motortyp                                             | Reihenbauart                 | Reihenbauart                  |
| Motoraufladung                                       | Turbolader                   | Turbolader                    |
| Bordnetz                                             | –                            | –                             |
| Gemischaufbereitung                                  | Common-Rail-Einspritzung     | Common-Rail-Einspritzung      |
| Zylinder/Ventile                                     | 4/16                         | 4/16                          |
| Hubraum                                              | 1968 cm³                     | 1968 cm³                      |
| max. Leistung bei min−1, Verbrennungsmotor           | 85 kW (116 PS)/2750–4250/min | 110 kW (150 PS)/3000–4200/min |
| max. Drehmoment bei min−1, Verbrennungsmotor         | 300 Nm/1600–2500/min         | 360 Nm/1600–2750/min          |
| Antriebsart, Serie                                   | Vorderradantrieb             | Vorderradantrieb              |
| Antriebsart, Option                                  | –                            | –                             |
| Getriebeart, Serie                                   | 6-Gang-Schaltgetriebe        | 7-Gang-S-tronic               |
| Getriebeart, Option                                  | –                            | –                             |
| Leergewicht                                          | 1430 kg                      | 1485 kg                       |
| Beschleunigung, 0–100 km/h                           | 10,1 s                       | 8,1 s                         |
| Höchstgeschwindigkeit                                | 205–210 km/h                 | 222 km/h                      |
| Kraftstoffverbrauch nach WLTP auf 100 km, kombiniert | 4,4–4,8 l Diesel             | 4,8–5,3 l Diesel              |
| CO2-Emission nach WLTP, kombiniert                   | 117–127 g/km                 | 127–139 g/km                  |
| Tankinhalt, ca.                                      | 50 l + 12 l AUS 32           | 50 l + 12 l AUS 32            |
| Abgasnachbehandlung, PM                              | Dieselrußpartikelfilter      | Dieselrußpartikelfilter       |
| Abgasnachbehandlung, NOX                             | SCR-Katalysator              | SCR-Katalysator               |
| Abgasnorm                                            | Euro 6e                      | Euro 6e                       |